# Revolución de Noviembre
La Revolución de Noviembre fue una movilización popular en Alemania en 1918 hacia el final de la Primera Guerra Mundial, que llevó al cambio desde la Monarquía constitucional del Kaiserreich alemán a una república parlamentaria y democrática (República de Weimar).
Las causas de la revolución se encontraban en las cargas extremas sufridas por la población durante los cuatro años de guerra, el fuerte impacto que tuvo la derrota en el Imperio alemán y las tensiones sociales entre las clases populares y la élite de aristócratas y burgueses que ostentaban el poder y acababan de perder la guerra.
La revolución comenzó con un motín de marineros de la flota de guerra en Kiel y Wilhelmshaven; se negaban a colaborar para sacar la flota para librar una última batalla contra la escuadra británica, como pretendían hacer sus superiores. El desencadenante de la revolución fueron órdenes del 29 de octubre de 1918 de preparar para el combate del día siguiente. Marineros de varios barcos se negaron a ejecutar las órdenes. Cuando parte de la flota fue trasladada a su puerto de origen, Kiel, en un intento de contener la insurrección mediante permisos para ir a tierra y la detención de los líderes de la insurrección, marineros de otros barcos se unieron a la misma y obreros se solidarizaron con los marineros. En pocos días la revolución se extendió por toda Alemania y forzó la abdicación del káiser Guillermo II el 9 de noviembre de 1918. Los objetivos de avanzada de los revolucionarios, guiados por ideales socialistas, fracasaron en enero de 1919 ante la oposición de la dirección del Partido Socialdemócrata de Alemania (SPD) encabezada por Friedrich Ebert. Estos líderes socialdemócratas —al igual que los partidos liberales— temían que se desencadenara una guerra civil, por lo que rechazaban la idea revolucionaria radical de despojar completamente del poder a la élite afín al káiser y promulgaban, en cambio, conciliar a estos sectores con las nuevas relaciones democráticas. Con este fin, el SPD acordó una alianza con el Comando Militar Supremo alemán y, con la ayuda de fuerzas paramilitares de orientación derechista, lograron la sofocación violenta del llamado Levantamiento Espartaquista (Spartakusaufstand).
El desenlace formal de la revolución ocurrió el 11 de agosto de 1919 con la rúbrica de la nueva Constitución de la República de Weimar.

## Antecedentes

### El Imperio alemán y la democracia social

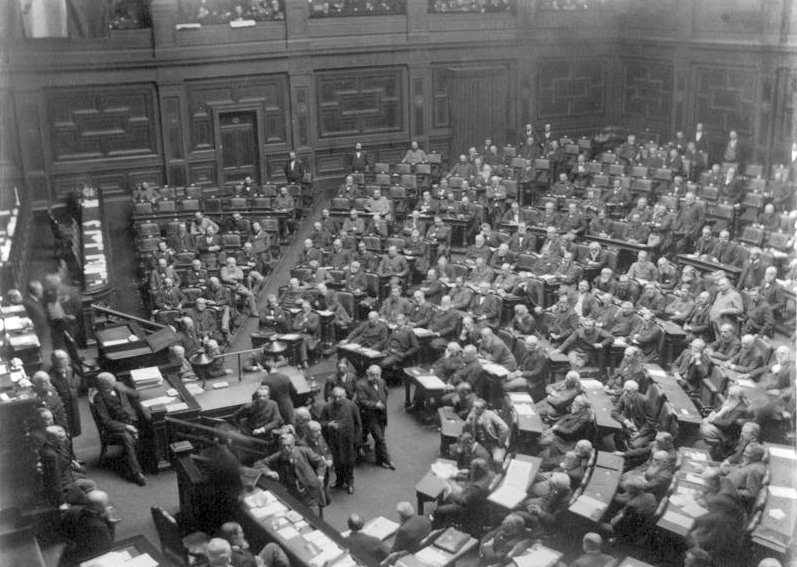
Sesión parlamentaria en el Reichstag en 1889.

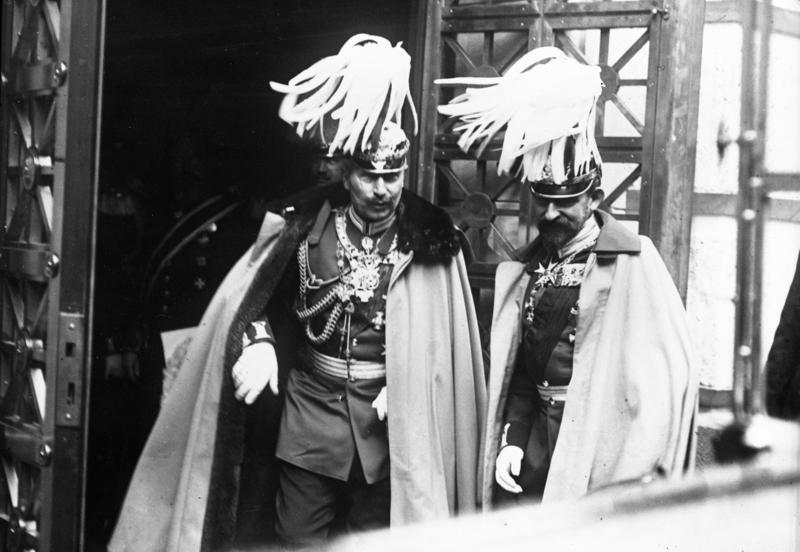
Guillermo II (izquierda) con el rey de Rumanía Carol I en 1914.

La revolución de marzo de 1848/49 fracasó, sobre todo, por el problema de tener que conseguir a la vez la democratización y la unión de Alemania. En las décadas posteriores, la ciudadanía se alineó con el Estado autoritario (Obrigkeitsstaat), particularmente una vez que la unidad alemana se hubo establecido, en la forma de la Pequeña Alemania bajo el liderazgo de Prusia en 1871.
El recién fundado Imperio alemán (en alemán Deutsches Kaiserreich), Segundo Reich o Alemania guillermina, era una monarquía constitucional. Para el parlamento, en alemán Reichstag, se aplicaba el derecho de sufragio igualitario, universal y secreto para los hombres (Männerwahlrecht). La influencia del Parlamento en la política del Reich era, sin embargo, limitada. Su única atribución importante era la aprobación del presupuesto. El Gobierno del Kaiserreich no era responsable únicamente ante el Parlamento, sino también ante el emperador.
Los socialdemócratas, que posteriormente formaron el Partido Socialdemócrata de Alemania (SPD), también estaban representados en el Reichstag desde 1871. Desde sus inicios abogaron públicamente por un Estado republicano. Por este motivo, Otto von Bismarck les hizo perseguir desde 1878 hasta su destitución por el Káiser en 1890, basándose en las Leyes Antisocialistas. A pesar de ello, los socialdemócratas pudieron aumentar su representación en casi todas las elecciones. En el Reichstag de 1912 formaban el partido parlamentario más fuerte, con 110 diputados y el 28 % de los votos.
En los 43 años desde la fundación del Kaiserreich hasta la Primera Guerra Mundial, el SPD no solamente creció en importancia, sino que también cambió su carácter. En la disputa revisionista (Revisionismusstreit) que comenzó en 1898, los llamados revisionistas querían eliminar el objetivo de la revolución del programa del partido. Propugnaban en su lugar reformas sociales de acuerdo con el orden económico establecido. El ala marxista se impuso nuevamente a los revisionistas. Sin embargo, la retórica revolucionaria ocultaba que el SPD se había hecho prácticamente reformista desde la derogación de las Leyes Antisocialistas en 1890. Los socialdemócratas, difamados como “miembros sin patria”, se sentían patriotas alemanes. Al comienzo de la Primera Guerra Mundial, se hizo claro que el SPD se había vuelto una parte integral del juego semidemocrático del Imperio, aun como parte de la oposición.

### El SPD y la Primera Guerra Mundial
Alrededor de 1900, la socialdemocracia alemana estaba a la cabeza del movimiento internacional de los trabajadores. En los congresos paneuropeos de la Segunda Internacional Socialista, el SPD siempre había aprobado las resoluciones que preveían una causa común socialista en caso de iniciarse la guerra. Durante la crisis de julio de 1914 que siguió al asesinato del archiduque Francisco Fernando en Sarajevo (atentado de Sarajevo), todavía organizó —como otros partidos socialistas en Europa— grandes manifestaciones en contra de la guerra. En ellas Rosa Luxemburgo, la portavoz del ala izquierdista del partido, llamó a la desobediencia y a evitar la guerra en nombre de todo el SPD. Por este motivo, el Gobierno del Kaiserreich planeó aprehender a los líderes del partido inmediatamente después de entrar en guerra. Friedrich Ebert, uno de los dos representantes del SPD, viajó a Zúrich llevando los fondos del partido a un lugar seguro, fuera del alcance del Estado.

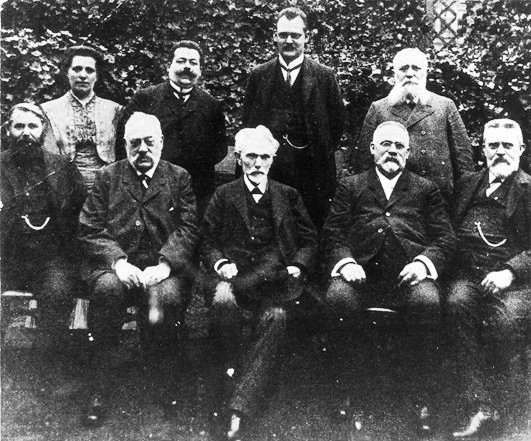
Dirección del SPD en 1909 (nombres en la descripción de la imagen).

Al entrar Alemania en la contienda bélica con la declaración de guerra al Imperio ruso el 1 de agosto de 1914, la mayoría del SPD se dejó contagiar por el sentimiento bélico que recorría Europa. De tal modo siguió a su antiguo presidente August Bebel, quien antes de su muerte en 1913 había dicho:

Si es en contra de Rusia, yo mismo alzaré la pistola, pues es el enemigo de la cultura y los oprimidos.

Además, los diputados del SPD temían perder votos e influencia en el Reichstag, así como una posible proscripción del partido si rehuían su «deber patriótico».

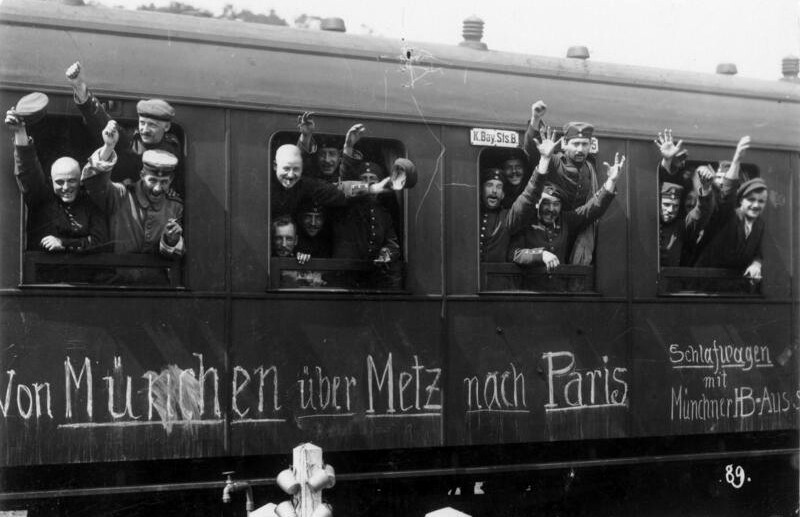
En contra de sus históricos ideales, la socialdemocracia alemana se contagió del furor patriótico que recorrió Alemania en 1914 y con algunas excepciones apoyó la guerra, «firmando» la llamada Unión Sagrada.

La dirección del partido y los representantes en el Reichstag estaban divididos en su posición respecto a la guerra: Junto con Friedrich Ebert, 96 diputados aprobaron los créditos de guerra para el Gobierno del Kaiserreich. Con el segundo presidente, Hugo Haase, 14 parlamentarios estaban en contra, pero votaron a favor por disciplina de la fracción. El SPD aprobó así los créditos de guerra, le prometió al káiser renunciar a huelgas y a la remuneración de los sindicatos mientras durara la guerra, posibilitando así la movilización de las fuerzas alemanas. Haase explicó su decisión, que se había tomado contra su voluntad, diciendo: “¡No vamos a abandonar a la patria a la hora del peligro!”.
El káiser acogió la llamada “paz ciudadana” de la política alemana al final de su discurso del Reichstag con la frase que se hizo famosa: “Aquí no veo ningún partido, solo veo alemanes”.
El mismo Karl Liebknecht, quien después se convertiría en símbolo del movimiento antibelicista, cedió en un principio a las justificaciones del partido: se abstuvo de la votación para no tener que votar contra su propia facción. Sin embargo, el 5 de agosto de 1914 fundó, junto a Rosa Luxemburgo, Franz Mehring y otros miembros de la izquierda del partido, el Grupo Internacional (Internationale Gruppe), que mantenía las resoluciones del SPD previas a la guerra. De este grupo salió la mayor parte de la Liga Espartaquista el 1 de enero de 1916. El 2 de diciembre de 1914, Liebknecht, y en un principio únicamente él, votó en contra de más créditos para la guerra. Por este motivo fue detenido por los militares en 1915 a instigación de la dirección del partido. Debido a sus intentos de organizar a quienes se oponían a la guerra, fue expulsado del SPD y condenado en julio de 1916 a cuatro años de prisión.
También Rosa Luxemburgo, tras ser liberada temporalmente, fue encarcelada hasta el fin de la guerra.

### La división del SPD

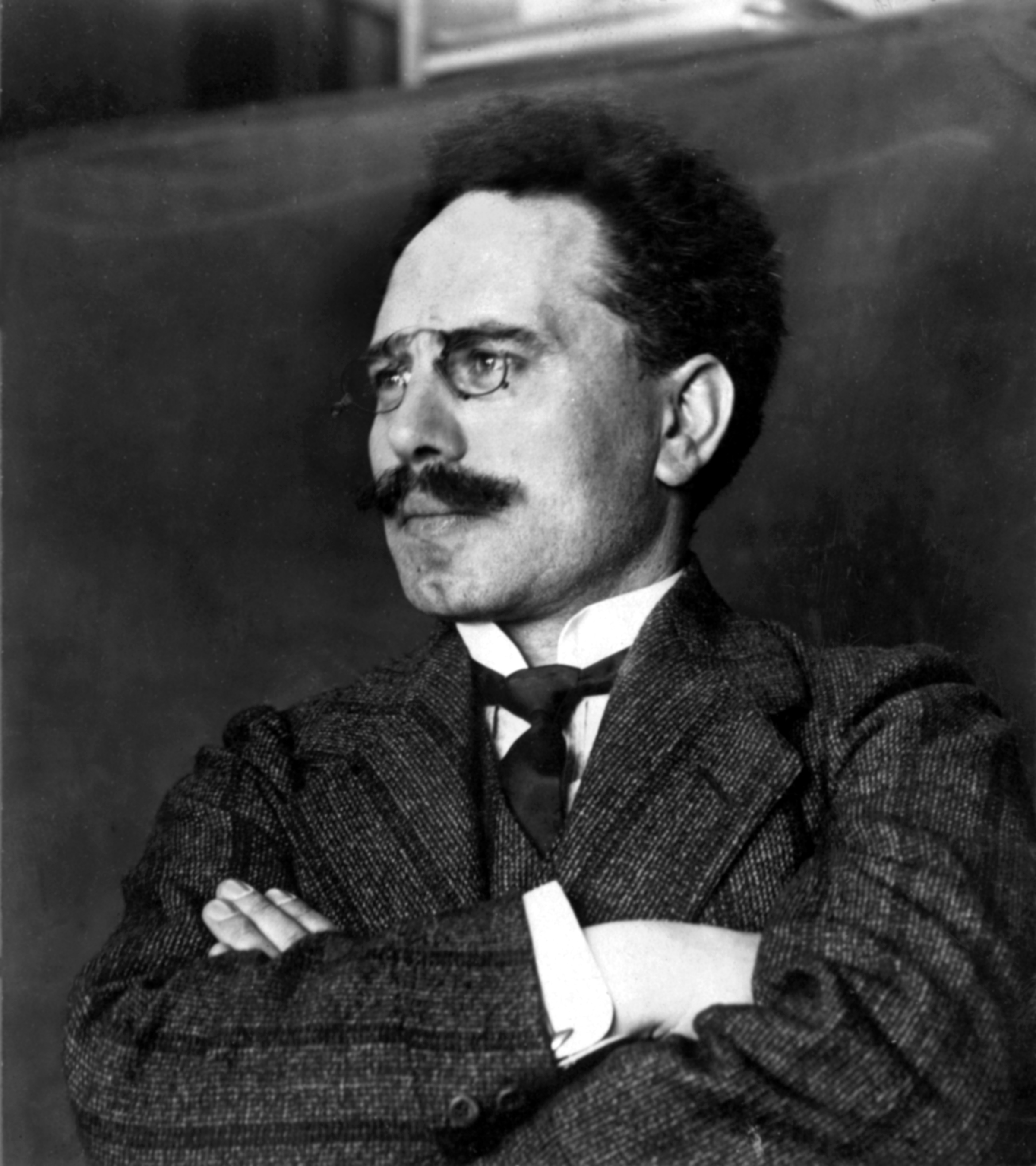
Karl Liebknecht, político y revolucionario, fue el primer diputado del SPD en votar contra los bonos de guerra y la participación alemana en esta (como ya hiciera su padre anteriormente). Miembro del ala más izquierdista del partido, sería expulsado de este en 1916.

Cuanto más duraba la guerra y cuantas más víctimas causaba, menos miembros del SPD estaban dispuestos a mantener la «paz ciudadana» de 1914. Aún menos desde que, en 1916, el emperador y el Gobierno ya no dictaban las directrices de la política del Kaiserreich, sino el Mando Supremo del Ejército, en alemán Oberste Heeresleitung (OHL), al mando de los generales Paul von Hindenburg y Erich Ludendorff. Este último tomaba las decisiones importantes. En la práctica, ellos gobernaban Alemania como dictadores militares, persiguiendo los objetivos fijados al inicio de la guerra y determinando la vida civil también en función a las necesidades de la guerra. Para los obreros, esto significaba, entre otras cosas, jornadas de 12 horas con salarios mínimos y provisiones insuficientes debido al bloqueo marítimo impuesto por Gran Bretaña.

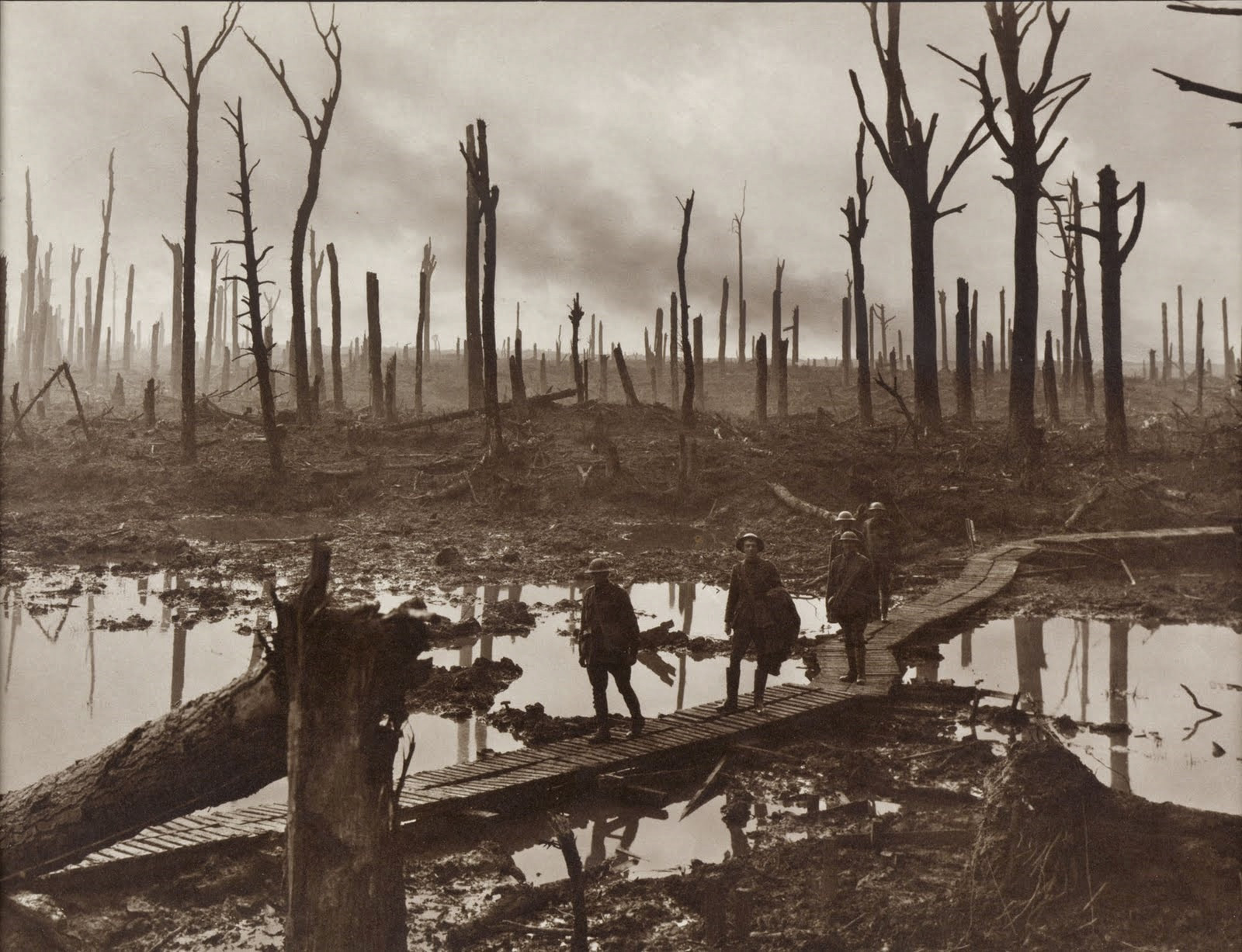
A medida que la guerra se recrudecía tanto para los soldados en el frente como para los civiles, fueron surgiendo más voces en la izquierda que pedían la finalización inmediata del conflicto.

Desde el inicio de la revolución rusa de febrero de 1917, también en Alemania se produjeron grandes huelgas organizadas. En marzo y abril de 1917 participaron en ellas 300 000 trabajadores de la industria bélica de Berlín, Leipzig y más tarde de Düsseldorf. Acontecimientos similares se producirían de nuevo en Berlín (250 000 huelguistas), Bremen, Hamburgo y Essen en enero de 1918 que desatarían una violenta represión y que constituirían por parte de las masas obreras el ensayo de la revolución.
Dado que la situación probablemente empeoraría por la entrada de los EE. UU. en la guerra, el emperador Guillermo II intentó apaciguar las protestas en su Mensaje de Semana Santa. Prometió que, una vez acabada la guerra, habría elecciones generales iguales (gleiche Wahlen) incluso en Prusia, donde hasta entonces se aplicaba el derecho al voto en tres clases (Dreiklassenwahlrecht).
Pero el SPD reaccionó al creciente descontento de los obreros siguiendo a los izquierdistas y entonces también revisionistas como Haase y Eduard Bernstein. El 9 de abril de 1917, el SPD se dividió respecto a su posición frente a la guerra en los socialdemócratas de la mayoría (MSPD), con Friedrich Ebert a la cabeza, y los socialdemócratas independientes (USPD) encabezados por Hugo Haase. Estos últimos demandaban el inmediato fin de la guerra y mayor democratización en Alemania, pero no tenían un programa social-político unido. La Liga Espartaquista, que había rechazado hasta entonces la separación del partido, formó entonces un ala izquierdista del USPD.

### Paz de vencedores o paz concertada
Desde la entrada en la guerra de los EE. UU., la situación del Frente Occidental se había hecho cada vez más precaria. Por esto, y para quitar fuerzas al USPD, el SPD formó un comité interpartidario en el Reichstag junto al Partido de Centro (Zentrumspartei), de orientación conservadora-católica, y el Partido Popular Progresista (Fortschrittliche Volkspartei), de orientación liberal. En el verano de 1917, el comité propuso una resolución que preveía una paz concertada sin anexiones ni reparaciones de guerra.
Sin embargo, el OHL también rechazó esta resolución, como en marzo de 1918 había rechazado el programa de paz de 14 puntos del presidente de los EE. UU. Woodrow Wilson de enero del mismo año. La resolución estadounidense preveía una paz a partir de la «autodeterminación de los pueblos, sin vencedores ni vencidos», pero a costa de trastocar el orden político de las naciones «enemigas». Hindenburg y Ludendorff rechazaron esta propuesta porque se había conseguido la victoria sobre Rusia y creían tener la suficiente ventaja para, primero, inclinarse por una «paz de vencedores» con anexiones a costa del adversario y después, inclinarse por volver al statu quo ante bellum sin intervenciones externas de ningún tipo.

### Repercusiones de la Revolución de Octubre

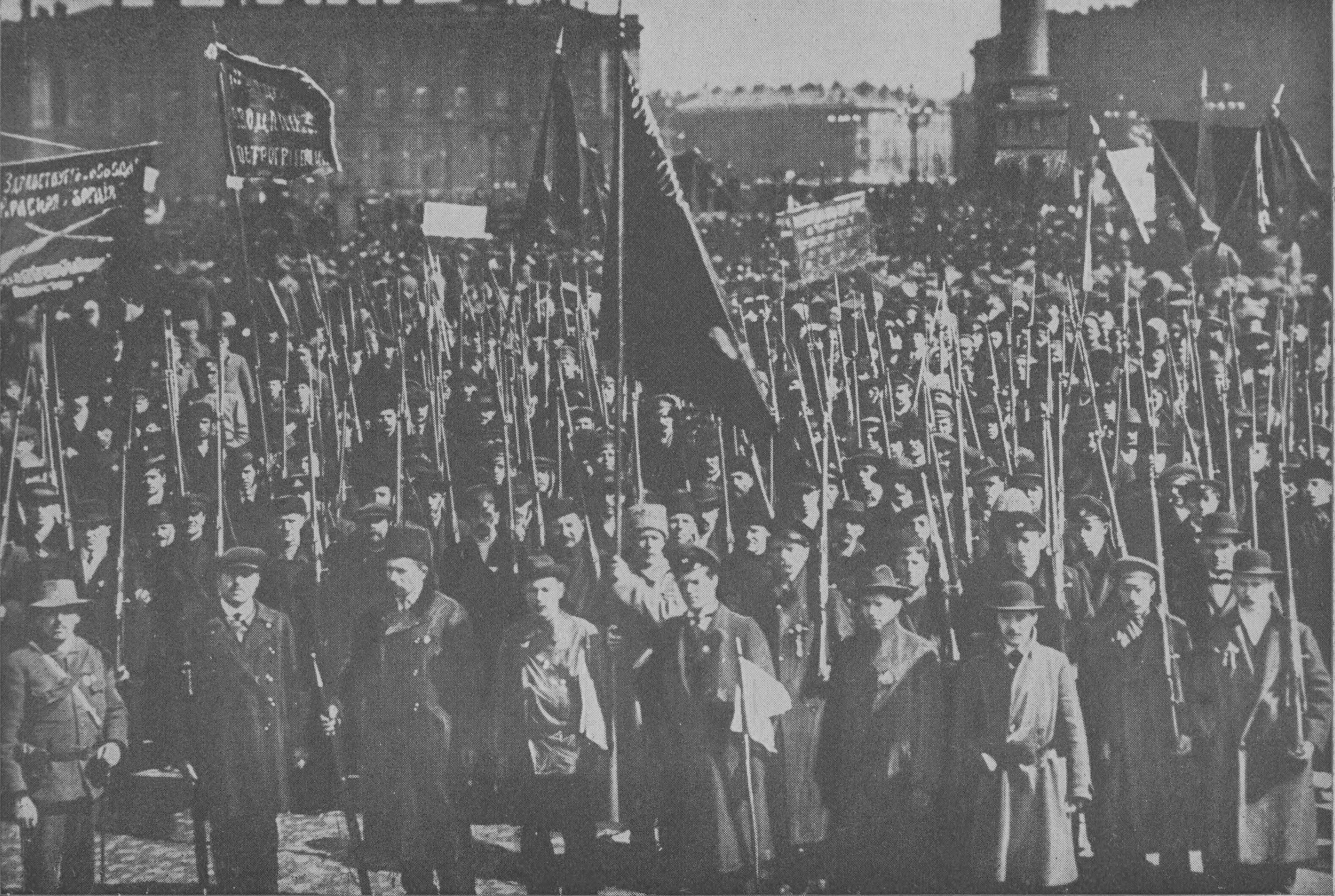
El éxito de la Revolución Rusa de 1917 marcó la actuación del SPD y sembró el miedo en las clases medias y altas alemanas durante la Revolución de Noviembre. En la imagen, miembros del Regimiento de la Guardia Roja frente al Palacio de Invierno.

Después de la Revolución de Febrero en el Imperio ruso y la caída del último zar Nicolás II el 15 de marzo de 1917, el nuevo gobierno ruso, que había sido establecido desde el verano por los mencheviques a la cabeza de Alexander Kerensky, continuó la guerra del lado de las fuerzas de la Triple Entente. Sin embargo, el gobierno del Imperio alemán vio la oportunidad de una victoria militar. Para avivar el sentimiento antibélico en Rusia, permitió que el líder de los bolcheviques rusos, Vladimir Ilich Lenin, viajara a escondidas de su exilio en Suiza a Petrogrado en un vagón sellado a través de Suecia y Finlandia.
En la Revolución de Octubre, los bolcheviques, que propugnaban el fin inmediato de la guerra, conquistaron el poder en Rusia. La victoria de Lenin reforzó el miedo de la clase media alemana a una revolución similar a la rusa. Los líderes del SPD también mostraron su incomodidad, porque los bolcheviques, decididamente un partido político de cuadros, pudieron imponerse contra la mayoría parlamentaria de socialistas moderados y la clase media. Sus esfuerzos por impedir un desarrollo similar en Alemania marcaron su actuación en la Revolución de Noviembre.
En enero de 1918 se produjeron nuevamente en todo el Imperio huelgas generales con más de un millón de participantes. Entonces entraron en acción por primera vez los cabecillas revolucionarios (Revolutionären Obleute), quienes tendrían posteriormente un papel importante. Se denominaron «consejos» (Räte), como los «sóviets» rusos. Para debilitar su influencia, Ebert se incorporó a la dirección de los huelguistas y consiguió adelantar el final de la huelga.
En marzo de 1918, el nuevo Gobierno soviético de Lenin aceptó la negociación con Alemania que condujo a la Paz de Brest-Litovsk. Las condiciones de paz impuestas a Rusia por este tratado fueron más duras que las posteriormente contenidas en el Tratado de Versalles respecto a Alemania. El OHL pudo entonces usar parte de las tropas desocupadas del Frente Oriental en el Frente Occidental. La mayoría en Alemania creía que pronto se lograría también una victoria en el oeste.

### Búsqueda del armisticio y cambio constitucional
Tras la victoria en el Frente Oriental, el OHL ordenó al comenzar el año una nueva ofensiva en el oeste, para forzar el viraje decisivo en la guerra. Pero cuando en julio se habían usado las últimas reservas, la última posibilidad alemana de victoria estaba perdida. El 8 de agosto de 1918, conocido como "viernes negro", los tanques ingleses cruzaron el Frente Occidental y el OHL se encontró con que ya no disponía de reservas para rehacer este frente; a mediados de septiembre cayó asimismo el frente de los Balcanes. El 27 de septiembre capituló Bulgaria, que estaba aliada a las Potencias Centrales. También el Imperio austrohúngaro estaba a punto de caer.
El 29 de septiembre, el OHL informó al emperador y al canciller del Reich Georg von Hertling, en la ciudad belga de Spa, sobre la desesperada situación militar. Ludendorff solicitó vehementemente un armisticio con la Entente porque no podía garantizar que el frente pudiera resistir más de 24 horas. Más aún, aconsejó cumplir con una de las solicitudes centrales de Wilson, que exigía la supresión de la Monarquía constitucional (a la que se culpaba del estallido de la guerra) para poder aceptar la rendición de Alemania. Toda la responsabilidad de esta inminente capitulación y sus consecuencias sería de los partidos integrantes del Reichstag. El 1 de octubre explicó a oficiales de su Estado Mayor (Stäbe): “Ahora ellos deben comerse la sopa que han venido preparando”. Este es el origen de la posterior «leyenda de la puñalada» (Dolchstosslegende).
El informe de Ludendorff impactó al gobierno imperial, así como posteriormente a los parlamentarios. Sin embargo, los partidos mayoritarios, especialmente los líderes del SPD, estaban dispuestos a asumir el gobierno a última hora. Dado que el monárquico Hertling rechazó el viraje al parlamentarismo, Guillermo II nombró el 3 de octubre al príncipe Max von Baden, considerado un liberal, como nuevo Canciller Imperial. En su gabinete también ingresó por primera vez un socialdemócrata, Philipp Scheidemann. Al día siguiente, el nuevo gobierno ofreció a los Aliados el armisticio en las condiciones que exigían.
La población del Imperio alemán conoció estos hechos el 5 de octubre. En la conmoción general sobre la derrota manifiesta, los cambios constitucionales pasaron casi inadvertidos. Estos cambios fueron formalmente aceptados en el Reichstag el 28 de octubre. De allí en adelante el canciller y sus ministros estaban subordinados a la mayoría del Reichstag. El mando militar se transfirió del emperador al gobierno imperial. Con esto, el Imperio alemán había pasado de una monarquía constitucional a una parlamentaria. Desde el punto de vista de la dirección del SPD, la llamada “Constitución de Octubre” colmaba los objetivos de derecho constitucional del partido. Ebert consideraba el 5 de octubre como el nacimiento de la nueva democracia alemana. Tras la abdicación de emperador, también exigida por los aliados para aceptar la capitulación, resultaba superflua una revolución.

### La tercera nota de Wilson y la destitución de Ludendorff

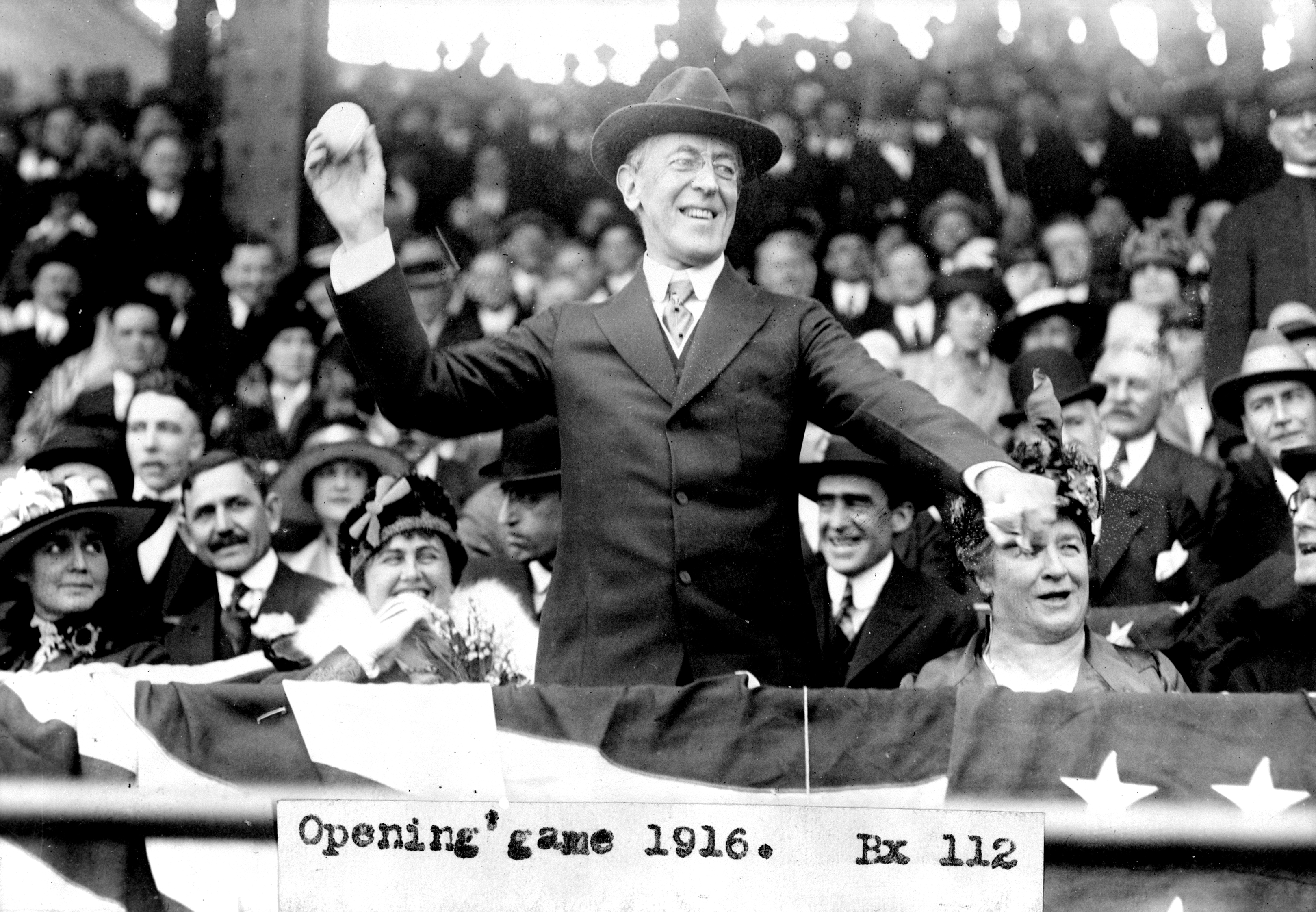
Woodrow Wilson en 1916.

En las tres semanas siguientes, el presidente de los EE. UU. Wilson respondió a la petición alemana de un armisticio con tres notas diplomáticas. Como requisito para las negociaciones pidió en ellas la retirada alemana de las zonas ocupadas, el fin de la guerra submarina y, aunque formulada de manera difícil de entender, la abdicación del emperador, para hacer irreversible el cambio político alemán.
Tras la tercera nota de Wilson del 24 de octubre, Ludendorff consideró de pronto inaceptables las condiciones de los Aliados. Ahora era partidario de reanudar la guerra, que solo un mes antes había declarado perdida. La solicitud emitida en demanda suya reveló entonces a los oponentes toda la debilidad militar del Imperio. Las tropas alemanas se habían hecho a la idea del fin de la guerra y se impacientaban por volver a casa. Su predisposición a luchar era ya casi nula y ya se hacían más frecuentes las deserciones.
El gobierno siguió por esto la sugerencia del mismo Ludendorff y lo remplazó en su cargo de adjunto al jefe de Estado Mayor, Generalquartiermeister, por el general Wilhelm Groener. Ludendorff huyó con un pasaporte falso a Suecia, que era un país neutral. El 5 de noviembre los Aliados aceptaron el armisticio. Pero la tercera nota de Wilson había dejado la impresión en los mandos militares y jefes de los partidos políticos de que el emperador debía abdicar para conseguir la paz.

## La Revolución

### Levantamiento marinero en Kiel
En el puerto de Kiel, el Mando de la Marina alemana (Marineleitung), a cuya cabeza estaba el almirante Reinhard Scheer, planeaba enviar un último ataque contra la Royal Navy en el canal de la Mancha. Los preparativos para hacerse a la mar causaron enseguida un motín entre los marineros, que únicamente querían evitar ser sacrificados innecesariamente en el último instante de la guerra; motín que se transformó en una revolución general que acabó en pocos días por derrocar a la monarquía.

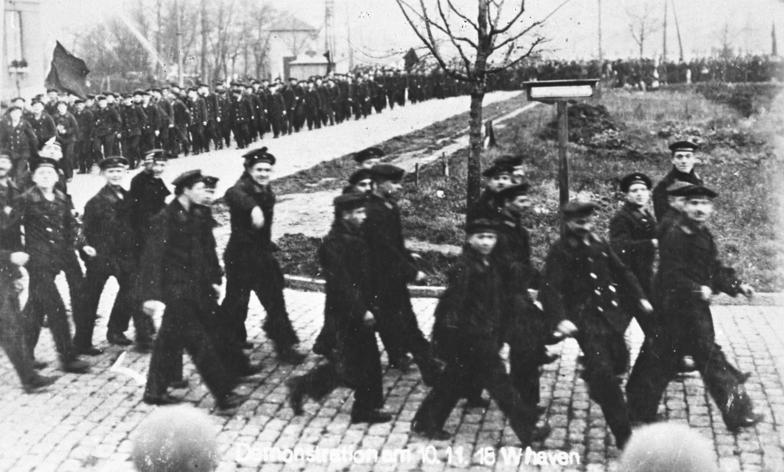
Marineros revolucionarios desfilando por Wilhelmshaven en 1918.

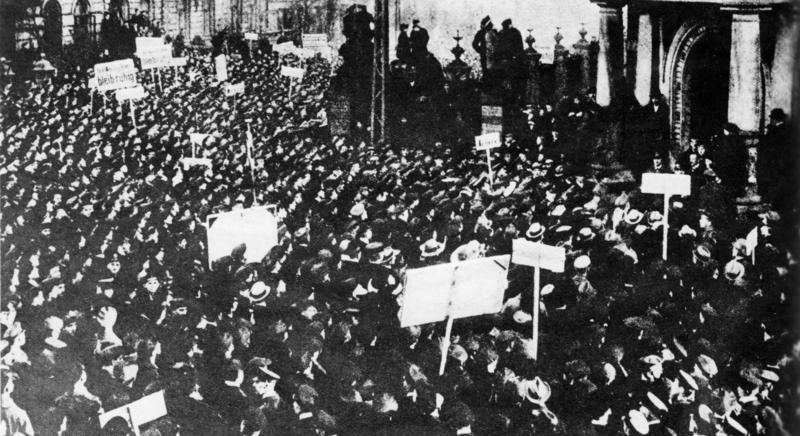
Manifestación en Kiel en apoyo a los marineros y obreros sublevados, iniciadores de la revolución, en noviembre de 1918.

El levantamiento de los marineros comenzó en Schilling, frente a Wilhelmshaven, donde la flota alemana de alta mar había ido a anclar en espera del ataque. El 29 de octubre las tripulaciones de los buques Thüringen y Helgoland desobedecieron la orden de hacerse a la mar. Las otras tripulaciones no se adhirieron de inmediato, pero los jefes navales no tenían asegurada la obediencia de las tripulaciones. La tercera escuadra, que no había tomado parte en el motín, recibió la orden de volver a Kiel con unos mil amotinados aprehendidos, que debían ser procesados en la corte marcial.
Los marineros restantes querían evitarlo, porque los amotinados también habían actuado en su interés. Una delegación solicitó su liberación, pero esta fue rechazada por el comando de marina. Al día siguiente, en la casa sindical (Gewerkschaftshaus) de Kiel, los marineros discutían por primera vez las futuras acciones junto a los trabajadores de los astilleros. Al cerrarse posteriormente la casa sindical, el 3 de noviembre se realizaron concentraciones conjuntas al aire libre. Cuando el teniente Steinhäuser ordenó disparar contra los manifestantes, causando la muerte de nueve personas, un marino respondió al fuego y mató al oficial. La manifestación se había convertido entonces en una revuelta general.
La mañana del 4 de noviembre, los marineros de la tercera escuadra eligieron un consejo de soldados presidido por el jefe de fogoneros Kart Artelt. Adicionalmente desarmaron a sus oficiales, ocuparon los barcos, liberaron a los presos amotinados y tomaron el control de las instalaciones públicas y militares en Kiel. Por la tarde se les unieron soldados del ejército que el comando local había hecho traer de Altona para sofocar la revuelta. De este modo Kiel estaba firmemente en manos de 40 000 marineros, soldados y trabajadores insurrectos.
La noche del 4 de noviembre, el diputado del SPD Gustav Noske llegó a Kiel. En representación del nuevo gobierno nacional y de la dirección del SPD, debía controlar la revuelta para evitar una revolución. El consejo de trabajadores y soldados de Kiel creía estar de parte del nuevo gobierno y contar con su apoyo. Por esto nombró a Noske “gobernador” esa misma noche y este efectivamente terminó la revolución en Kiel al día siguiente. Pero mientras tanto los acontecimientos ya habían trascendido lejos de la ciudad.

### La Revolución abarca todo el Kaiserreich

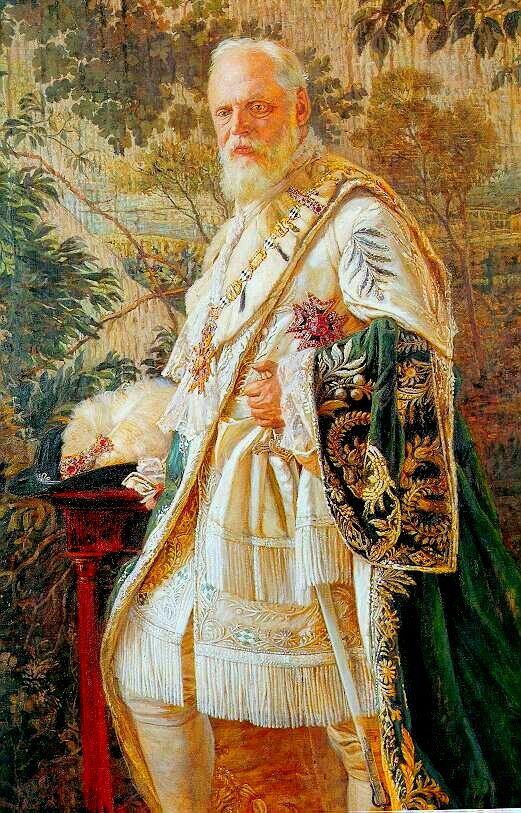
Luis III de Baviera.

Desde el 4 de noviembre, las delegaciones de marineros se esparcieron por todas las grandes ciudades de Alemania. Ya el 7 de noviembre, la revolución abarcaba todas las ciudades costeras, así como Hannover, Brunswick, Fráncfort del Meno y Múnich. El 9 de noviembre el trono imperial quedó vacante y en Múnich un consejo de trabajadores y soldados forzó al último rey de Baviera, Luis III, a renunciar al trono. Kurt Eisner del USPD proclamó en Baviera la república por primera vez en el Imperio. En los días siguientes abdicaron todos los príncipes gobernantes en los demás Estados alemanes, siendo el último Gunter Víctor de Schwarzburg-Rudolstadt el 23 de noviembre.
Los consejos de trabajadores y soldados (Räte) estaban formados mayoritariamente por partidarios del SPD y del USPD. Su dirección era democrática, pacifista y antimilitarista. Junto al poder de los Fürsten (príncipes), los consejos quitaron el poder al hasta entonces todopoderoso mando general militar. No fueron tocadas las instituciones civiles y oficiales públicas del Imperio —policía, municipios, tribunales—. Casi no hubo confiscaciones de propiedades o industrias porque se esperaban medidas de un nuevo gobierno del Reich. Para contar con ejecutivos comprometidos con la revolución y el futuro gobierno, los consejos pidieron enseguida solo la supervisión de las instituciones que antes habían estado en manos del mando general militar.
El SPD obtuvo de este modo una verdadera plataforma de poder a nivel local. Sin embargo, mientras que los consejos creían actuar a favor del nuevo orden, los líderes del SPD vieron pronto en ellos elementos molestos para una transición de poder pacífica, que ya consideraban completada. Al igual que los partidos liberales, exigían que se realizaran cuanto antes las elecciones para un congreso nacional que decidiera sobre la forma de Estado definitiva. Esto los puso rápidamente en contra de gran parte de los revolucionarios. Sobre todo el USPD intentaba captar las demandas de estos últimos. También propugnaba elecciones para un congreso nacional lo más tarde posible, a fin de conseguir antes de su inicio logros que reflejaran las aspiraciones de gran parte de los trabajadores.

### Reacciones en Berlín

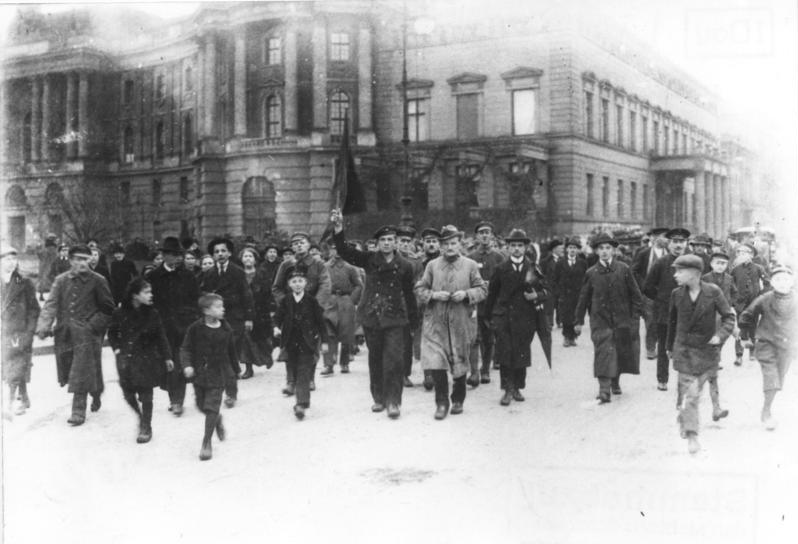
Manifestantes por las calles de Berlín durante la huelga general revolucionaria del 9 de noviembre de 1918.

Friedrich Ebert estaba de acuerdo con Max von Baden en que debía evitarse una revolución social y mantenerse ante todo el orden del Estado. Él quería conquistar a los partidos liberales, que ya habían colaborado con el SPD en el Reichstag en 1917, así como a las viejas élites aristocráticas del Imperio para reestructurar el Estado y evitar una temida radicalización de la revolución que siguiera el ejemplo de Rusia. A esto se sumó su temor a que la aún precaria situación de suministros pudiera colapsar si la administración actual fuera reemplazada por revolucionarios sin experiencia administrativa. Ebert creía que el SPD conseguiría inevitablemente la mayoría parlamentaria que les permitiese ejecutar sus planes de reforma. Por este motivo se arriesgó a actuar lo más de acuerdo posible con los viejos poderes. Para poder mostrar una victoria a sus partidarios, pero también para rescatar al mismo tiempo a la monarquía, Ebert exigió desde el 6 de noviembre la renuncia al trono del Emperador. Pero Guillermo II, quien aún seguía en el centro de operaciones del Mando Supremo (OHL) en la ciudad belga de Spa, no conocía debidamente la situación en la capital. El mismo día, después de que el Entente prometiera negociar un armisticio, tenía la esperanza de volver al Kaiserreich al frente de las tropas licenciadas del frente y ejercer después como monarca parlamentario.
Max von Baden escribió posteriormente que Ebert declaró el 7 de noviembre:

Si el emperador no abdica, la revolución social es inevitable. Pero yo no la quiero, la odio con toda el alma.

El canciller planeó viajar a Spa para convencer personalmente al Emperador de la necesidad de que abdicase. Pero no llegó a hacerlo, porque la situación en Berlín escaló rápidamente.

### El 9 de noviembre de 1918: El fin de la monarquía

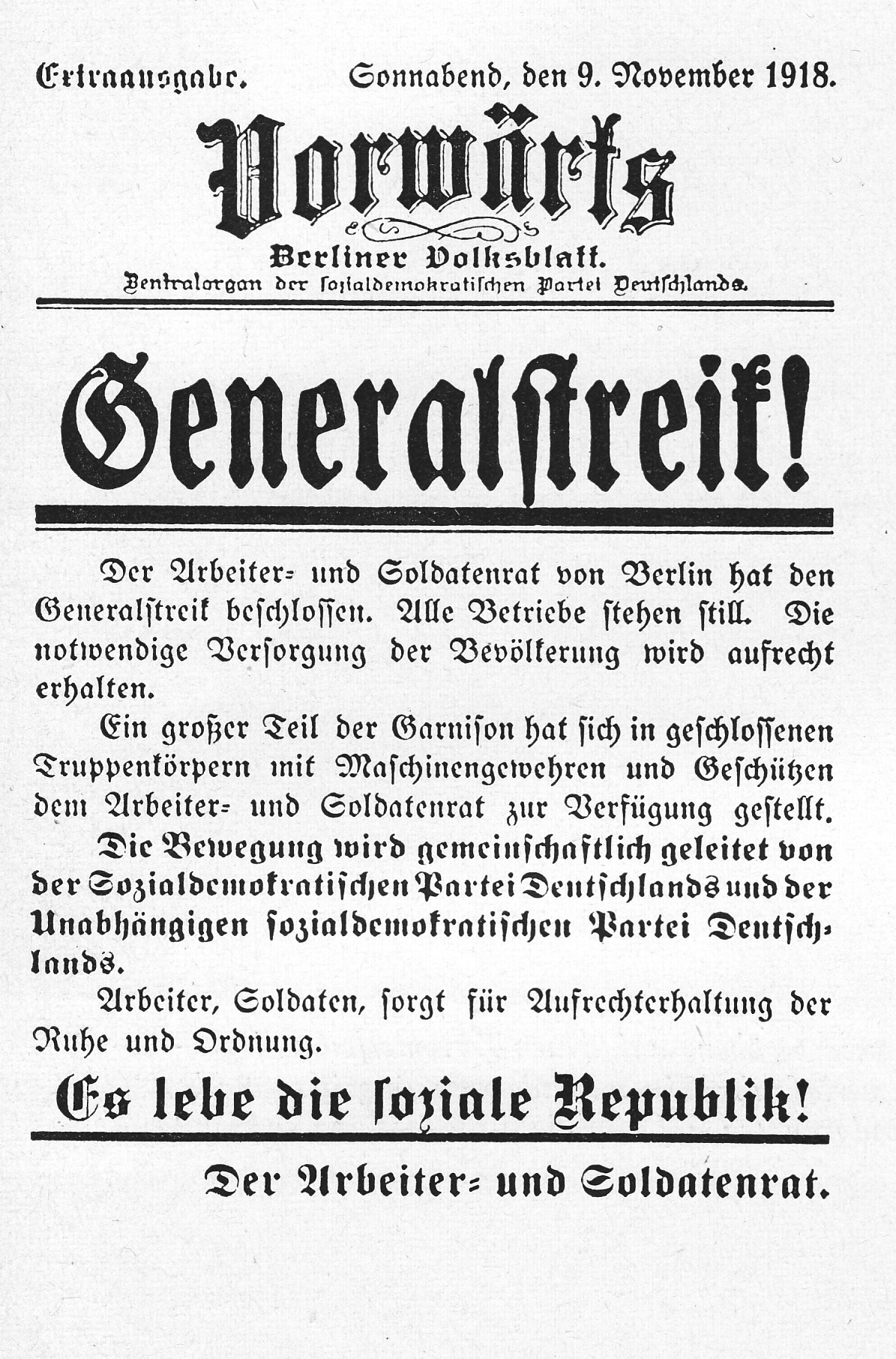
Edición del 9 de noviembre del periódico Vorwärts.

La noche del 8 de noviembre, el USPD había convocado concentraciones en Berlín para el día 26, en las cuales anunciaría una huelga general y manifestaciones masivas para el día siguiente. Para entonces Ebert había vuelto a exigir vehementemente la abdicación del Emperador, con el fin de poder anunciar este paso en las concentraciones como una victoria del SPD. Para poder contener posibles disturbios, el gobierno de Max von Baden hizo desplegar en Berlín al 4.º Regimiento de Tiradores de Naumburgo, que se consideraba particularmente leal.
Pero los soldados de este regimiento no estaban dispuestos a disparar a conciudadanos. Cuando sus oficiales les entregaron granadas de mano, temprano en la mañana del sábado 9 de noviembre, enviaron una delegación a la redacción del órgano del partido socialdemocráta Vorwärts para pedir que se clarificara la situación. Allí encontraron al diputado del Reichstag Otto Wels, quien logró convencer a los soldados que apoyaran a los líderes del SPD y su política. Después convenció a más regimientos de que obedecieran a Ebert.
De este modo, el control militar de la capital pasó a manos de los socialdemócratas. Pero Ebert temía que este podía quedar rápidamente fuera de control si las fuerzas políticas a la izquierda del SPD conseguían arrastrar tras sí a los obreros en las manifestaciones anunciadas. Esta posibilidad se dio cuando, a instancias del USPD, varias manifestaciones con cien mil personas se dirigieron por la mañana al centro de Berlín. En sus pancartas y carteles aparecían consignas como «Unidad», «Derecho y Libertad» y «Hermanos, no disparéis».
Aproximadamente a esa misma hora el emperador tuvo conocimiento del resultado de una encuesta de 39 comandantes: los soldados del frente tampoco estaban dispuestos a cumplir sus órdenes. La noche anterior incluso un regimiento de guardia había rehusado obedecer por primera vez. Telegramas de Berlín le habían pedido urgentemente que abdicara de inmediato, a fin de que su anuncio pudiera apaciguar la situación. A pesar de esto, consideró solo renunciar al título de emperador Alemán, pero no al de rey de Prusia.
Finalmente, Max von Baden, sin esperar la decisión de Spa, escribió un telegrama ese mismo mediodía indicando:

Su Majestad el Emperador y Rey ha decidido abdicar al Trono. El Canciller Imperial quedará en el cargo solo mientras duren las diligencias correspondientes a la abdicación de Su Majestad, la renuncia al Trono del Imperio Alemán y de Prusia de Su Alteza Imperial y Real y el establecimiento de una Regencia.

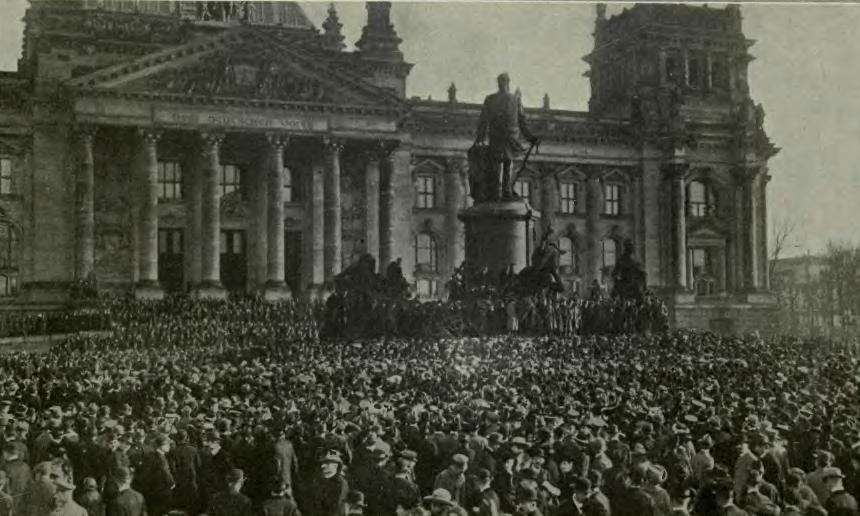
Proclamación de la República alemana el 10 de noviembre frente al Reichstag.

El Emperador entonces marchó al exilio en los Países Bajos, donde viviría hasta su muerte en 1941. Dado que firmó su Certificado de Abdicación formal semanas más tarde, su cruce de la frontera vino a ser como una deserción. Esto le costó también la simpatía de sus militares.
A fin de conservar el control de la situación, Friedrich Ebert exigió para sí el cargo de Canciller del Reich el 9 de noviembre a mediodía. Max von Baden accedió a esta demanda, pero se excusó a pesar de la solicitud de Ebert a tomar el cargo de administrador imperial. Al considerarse Ebert en lo posterior Canciller del Imperio, creyó haber encontrado un arreglo transitorio hasta que se designara a un nuevo monarca.
La noticia de la renuncia al trono llegó demasiado tarde para causar impresión en los manifestantes. Nadie hizo caso a los llamamientos de volver a casa o a los cuarteles publicados en ediciones especiales del Vorwärts. Cada vez más manifestantes exigían el final de la monarquía. Karl Liebknecht, que había fundado el día anterior la Liga Espartaquista, se trasladó inmediatamente a Berlín nada más salir de la cárcel. Ahora planeaba la declaración de la república socialista. A la hora del almuerzo en el Reichstag, el representante de la presidencia del SPD, Philipp Scheidemann, se enteró de esta noticia. No quería dejar la iniciativa a los espartaquistas y decidió rápidamente salir a un balcón del edificio del Reichstag. Desde allí proclamó la república por su cuenta, contra la voluntad expresa de Ebert, ante una concentración de manifestantes, con las palabras siguientes:

El emperador ha abdicado. Él y sus amigos han huido; el pueblo los ha vencido en todas las líneas. El príncipe Max von Baden ha cedido su cargo de canciller al diputado Ebert. Nuestro amigo formará un gobierno de los obreros, con participación de todos los partidos socialistas. No se debe molestar al nuevo gobierno en su tarea por la paz y por obtener trabajo y comida. Obreros y soldados, sed conscientes del significado histórico de este día: lo inaudito ha ocurrido. Ante nosotros está una tarea grande e imprevisible. Todo por el pueblo. Todo a través del pueblo. Nada debe suceder que deshonre al movimiento obrero. Permaneced unidos, leales y conscientes de la responsabilidad. Lo viejo y decadente, la monarquía está destruida. Viva lo nuevo. ¡Viva la República Alemana!

Pocas horas después, el Berliner Zeitung publicó que Liebknecht había proclamado en el Zoológico de Berlín, probablemente casi de manera simultánea, la República Socialista Libre Alemana (Freie Sozialistische Republik Deutschland), a la que juró nuevamente a las 4 de la tarde ante una multitud reunida en el castillo de Berlín:

Los miembros del partido proclamamos la República Socialista Libre de Alemania; en la que no habrá más esclavos y en la que cada trabajador honrado recibirá la recompensa justa por su honesto trabajo. Las reglas del Capitalismo, que han convertido a Europa en un caos, han muerto.
Karl Liebknecht

Todavía no era claro qué objetivos perseguía con esto. Las exigencias de la liga espartaquista del 7 de octubre, de extensas reformas económicas, militares y legales —entre otras, la abolición de la pena de muerte—, no se habían dado a conocer públicamente hasta entonces.

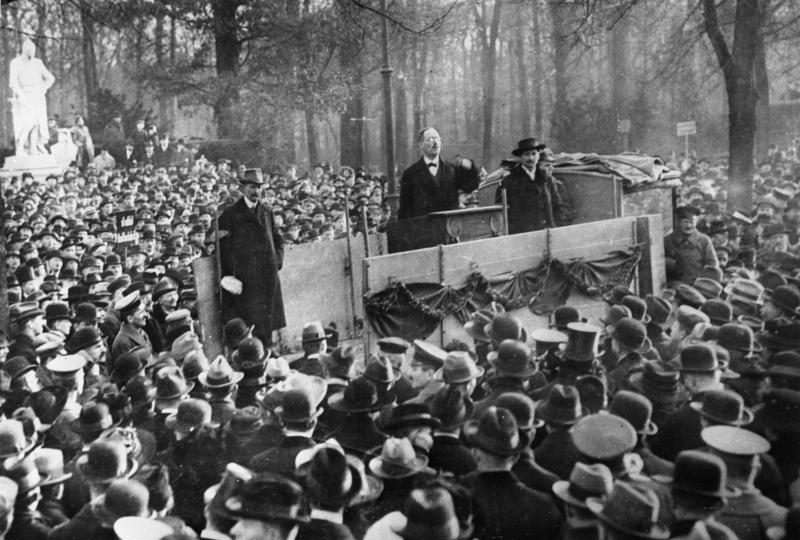
Karl Liebknecht pronunciando un discurso en Berlín en diciembre.

Para quitar intensidad al sentimiento revolucionario y satisfacer las exigencias de los manifestantes de unidad de los partidos obreros, Ebert invitó al USPD en este momento a entrar al gobierno y expresó su disposición a aceptar a Liebknecht inclusive como ministro. Este exigió el control de los consejos de trabajadores (Arbeiterräte) y sobre los soldados y condicionó su participación en el gobierno a esta medida. Debido al debate sobre este tema y a que el presidente del partido Hugo Haase se encontraba en Kiel, el representante del USPD no pudo decidir ese día acerca de la oferta de Ebert. Ni el previo anuncio de Max von Baden sobre la renuncia al trono imperial, ni la transmisión de la Cancillería a Ebert, ni la proclamación de la República de Scheidemann estaban constitucionalmente reconocidos. Todos eran en realidad actos de personajes que la revolución no quería, pero que consiguieron hechos duraderos. Por el contrario, esa misma noche tuvo lugar un suceso realmente revolucionario, que al final resultaría en vano.
A las 8 de la tarde, un grupo de cien cabecillas revolucionarios (Revolutionären Obleuten) de las grandes industrias de Berlín ocuparon el Reichstag y formaron un parlamento revolucionario. Eran mayormente las mismas personas que ya en enero habían participado como líderes de la huelga, desconfiaban de la dirección del SPD y habían planificado independientemente de los marineros un asalto para el 11 de noviembre, pero habían sido sorprendidos por los acontecimientos revolucionarios ocurridos en Kiel. Para despojar a Ebert de la iniciativa, decidieron convocar entonces elecciones para el día siguiente: toda empresa de Berlín y todo regimiento deberían elegir ese domingo consejos de obreros y de soldados que luego elegirían entre ambos gobiernos revolucionarios existentes de los partidos obreros. Este Consejo de los Representantes del Pueblo (Rat der Volksbeauftragten) debería efectuar las resoluciones del parlamento revolucionario y reemplazar a Ebert en el cargo de canciller del Imperio.

### El 10 de noviembre: Directiva del SPD contra los cabecillas revolucionarios
La directiva del SPD se enteró la misma noche del sábado de estos planes. Dado que las elecciones y subsiguientes reuniones del consejo ya no se podían cancelar, Ebert envió esa noche y la mañana siguiente oradores a todos los regimientos de Berlín y a las empresas para que influyeran a su favor las elecciones y consintieran la participación ya planeada del USPD en el gobierno.

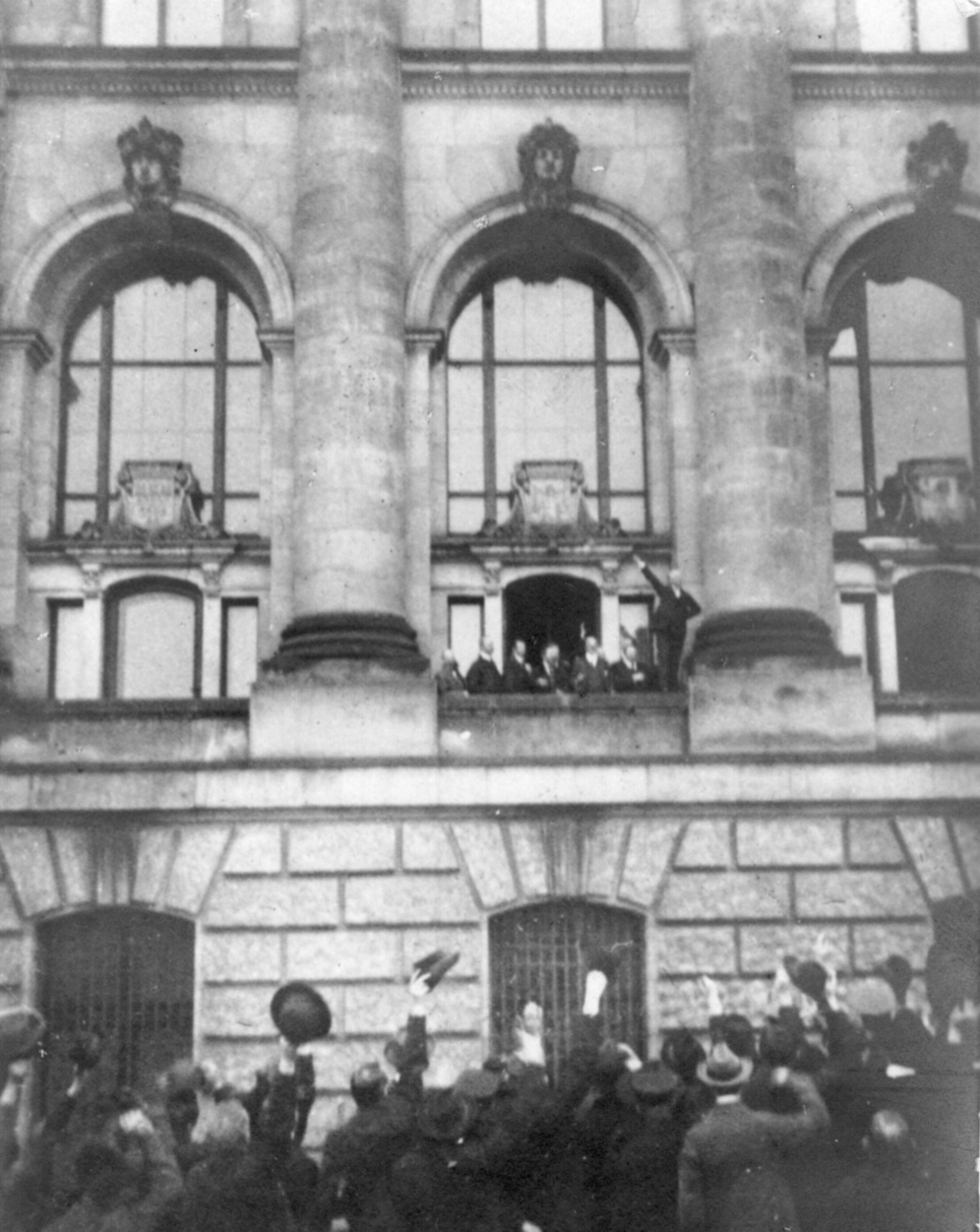
Philipp Scheidemann habla a la multitud desde el Reichstag el día de proclamación de la República.

Estas actividades no pasaron inadvertidas a los cabecillas. Como era previsible que Ebert marcaría también el tenor del nuevo gobierno, planearon —además de elegir un nuevo gobierno— instalar una comisión ejecutiva, que debería coordinar las actividades de los consejos de soldados y trabajadores. Para esto tenían ya preparada una lista en la que el SPD no estaba representado. De esta manera esperaban poder instalar una instancia de control sobre el nuevo gobierno.
En la reunión, que tuvo lugar la tarde del 10 de noviembre en el Circo Busch (Zirkusbusch), la mayoría se inclinó a favor del SPD: casi todos los consejos de soldados y gran parte de los representantes obreros. Repitieron entonces su exigencia de “unidad de la clase obrera”, que el día anterior había sido presentada por los revolucionarios y ahora usaban la consigna para imponer la posición de Ebert. En el “Consejo de Representantes del Pueblo” formado por seis personas, el USPD envió a tres de sus representantes como habían planeado: su presidente, Haase, el diputado Wilhelm Dittmann y Emil Barth por los Cabecillas Revolucionarios. Los tres representantes del SPD eran Ebert, Scheidemann y Otto Landsberg, el diputado de Magdeburgo.

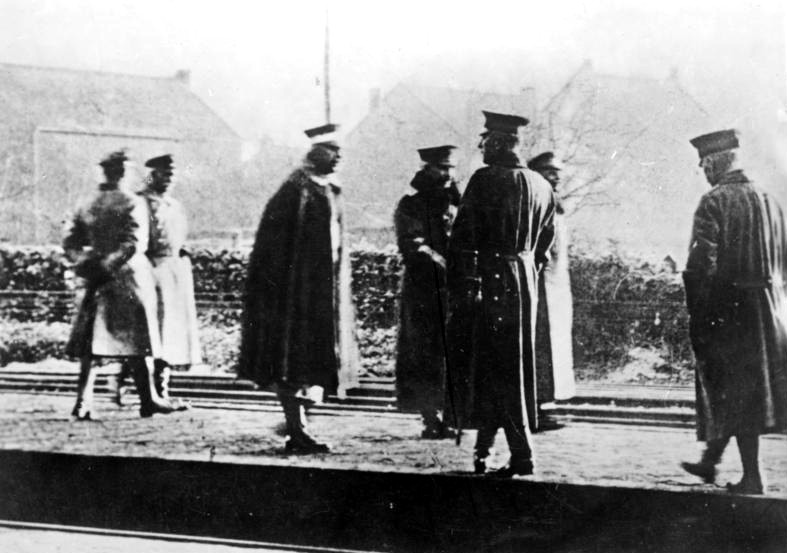
El káiser Guillermo II camino del exilio.

La sugerencia de los cabecillas de elegir también un comité ejecutivo como órgano de control, que sorprendió a la dirección del SPD, ocasionó encendidas discusiones. Ebert consiguió finalmente que también el Consejo Ejecutivo de Consejos de Obreros y Soldados (Vollzugsrat der Arbeiter- und Soldatenräte) de 20 miembros estuviera formado paritariamente por miembros del SPD y del USPD. El Consejo General decidió convocar un Congreso Nacional de Consejos (Reichsrätekongress) en Berlín en diciembre.
Aunque Ebert se había impuesto en todas las posiciones, estaba descontento con los resultados. Veía al Parlamento de Consejos (Räteparlament) y al Consejo Ejecutivo (Vollzugsrat) como impedimentos en el camino a un orden estatal que encajara sin sobresaltos al Imperio. Toda la dirección del SPD consideraba ahora una amenaza a los Consejos y no las viejas élites de militares y la administración. Se sobrestimaba completamente su lealtad a la nueva república. A Ebert le incomodaba especialmente que ahora no pudiera dirigirlas en calidad de Canciller, sino solo en calidad de presidente de un gobierno revolucionario. De hecho, los conservadores lo consideraban como un traidor, aunque él se había puesto a la cabeza de la revolución únicamente para frenarla.
Durante las ocho semanas de doble mando de los Consejos y el gobierno del Reich, este último era siempre dominante. Los funcionarios más elevados solo trabajaban para Ebert, aunque Haase era formalmente presidente con la misma autoridad en el Consejo. El golpe de poder lo dio una conversación telefónica de Ebert con el general Wilhelm Groener, el nuevo primer comandante general en la ciudad belga de Spa. Este le aseguró a Ebert el apoyo del ejército y pidió a cambio la promesa de Ebert de restablecer los rangos del ejército y oponerse a los consejos.
Tras el pacto secreto Ebert-Groener se manifestaba la preocupación de la directiva del SPD de que la revolución podía desembocar en una república de consejos (Räterepublik) como en Rusia. Sin embargo, la expectativa de poder conquistar así a los cuerpos de oficiales imperiales no se haría realidad. Simultáneamente, la actitud de Ebert con los trabajadores y soldados revolucionarios y sus representantes se hizo cada vez más incomprensible. Por esto el SPD fue perdiendo la confianza de sus partidarios, sin ir ganando simpatía de los enemigos de la revolución.
En la turbulencia de esos días casi pasó inadvertido que el gobierno de Ebert había aceptado por la mañana, tras una nueva demanda del OHL, las duras condiciones de la Entente para un armisticio. El 11 de noviembre Matthias Erzberger, diputado centrista, firmó en Compiègne, en representación de Berlín, el acuerdo de cese al fuego. Con esto terminaron las hostilidades de la Primera Guerra Mundial.

### El acuerdo Stinnes-Legien

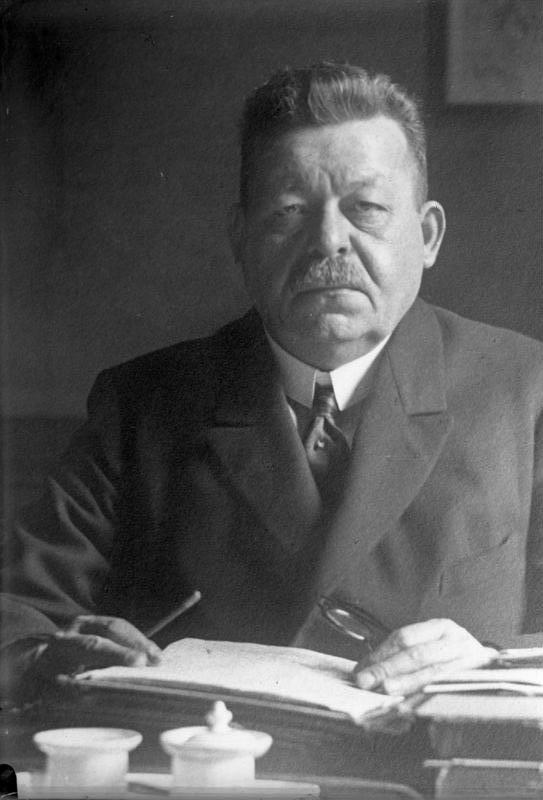
Friedrich Ebert, presidente de la nueva república y dirigente del SPD, reprimió de forma sangrienta la revolución.

Al igual que en lo relativo a la organización del Estado, los revolucionarios tenían también ideas dispares sobre el futuro orden de la economía. Tanto en el SPD como en el USPD era muy difundida la exigencia de poner por lo menos la industria pesada, de importancia en la guerra, bajo control democrático. El ala izquierdista de ambos partidos y los cabecillas revolucionarios querían ir más allá y establecer una democracia directa en el campo de la producción. Los delegados allí electos deberían controlar también el poder político. Impedir esta democracia de consejos no solo era del interés del SPD, sino también de los sindicatos, que amenazaban hacerse superfluos con los consejos.
Por esto, paralelamente a los acontecimientos revolucionarios, los líderes de los sindicatos alemanes encabezados por Carl Legien se reunieron con representantes de las grandes industrias encabezadas por Hugo Stinnes y Carl Friedrich von Siemens del 9 al 12 de noviembre en Berlín. El 15 de noviembre firmaron un Acuerdo de Comunidades de Trabajo (Arbeitsgemeinschaftsabkommen) con ventajas para ambos sectores: los representantes sindicales aseguraban garantizar una producción ordenada, terminar las huelgas salvajes, hacer retroceder la influencia de los consejos e impedir la socialización de la propiedad productiva. Los empresarios garantizaban a cambio la introducción del día laboral de ocho horas, que los trabajadores habían pedido inútilmente ya hace años. Aseguraron a los sindicatos el título de interlocutores únicos (Alleinvertretungsanspruch) y permanente reconocimiento sobre los consejos. Ambos sectores formaron una Comisión Central para el Mantenimiento del Orden en la Economía (Zentralausschuss zur Aufrechterhaltung der Wirtschaft). Una comisión de arbitraje debería mediar en futuros conflictos. Comisiones de todas las industrias con más de cincuenta trabajadores deberían supervisar en adelante la observancia de los acuerdos salariales junto con la dirección de las empresas.
Los sindicatos habían socavado así todos los intentos de socialización de los medios de producción y habían hecho a los consejos superfluos de inicio.

### El gobierno de transición y el movimiento de los consejos
Desde el 9 de noviembre el Reichstag ya no volvió a ser convocado. El Consejo de los Representantes del Pueblo y el Comité Ejecutivo habían reemplazado al viejo gobierno. Pero el aparato administrativo casi no cambió. A los representantes del SPD y del USPD solo se les asignaban funcionarios del Imperio. Estos conservaron asimismo todos sus cargos y continuaron con su trabajo como si nada hubiera sucedido.
El Consejo de Representantes del Pueblo presentó el 12 de noviembre su programa de gobierno. Este levantaba el estado de sitio y la censura, abolía la ordenanza de servidumbre (Gesindeordnung) y establecía el derecho al voto desde los veinte años de edad, por primera vez también para las mujeres. Todos los prisioneros políticos recibieron amnistía. Se promulgaron las libertades de asociación, reunión y de prensa. Partiendo del Acuerdo de Comunidades de Trabajo (Arbeitsgemeinschaftabkommen) se estipuló la jornada laboral de ocho horas, ayuda a los desempleados y se amplió el seguro social y de accidentes.

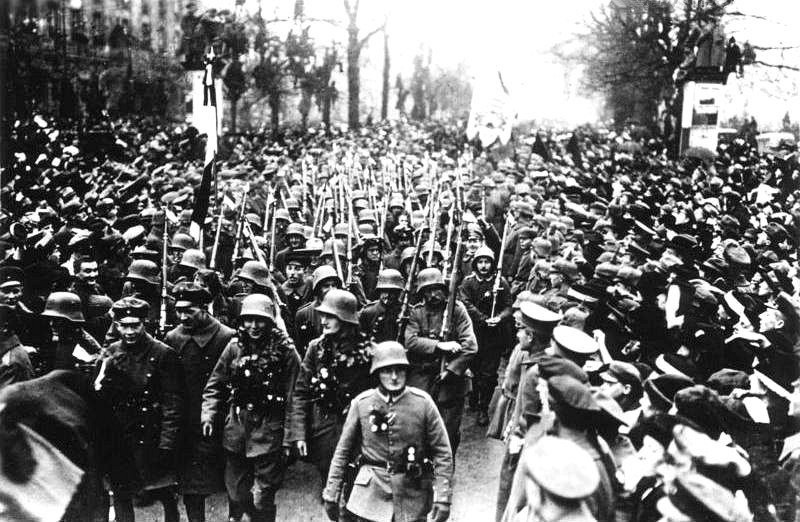
Tropas alemanas prodecentes del frente son recibidas por la multitud en diciembre de 1918.

Bajo presión de los representantes del USPD, el consejo de los representantes del pueblo nombró el 21 de noviembre una "Comisión de Socialización". En ella estaban entre otros Karl Kautsky, Rudolf Hilferding y Otto Hue, quienes debían verificar qué industrias eran "socializables" y debían preparar la estatización de la industria de acero y del carbón. Esta comisión se reunió hasta el 7 de abril de 1919 sin ningún resultado concreto. Solamente en la minería de carbón y potasa, así como en la industria del acero, se formaron "Cuerpos de autoadministración" (Selbstverwaltungskörperschaften), de los cuales proceden los actuales “Consejos empresariales” (Betriebsräte). Pero estos tampoco intentaron una confiscación socialista.

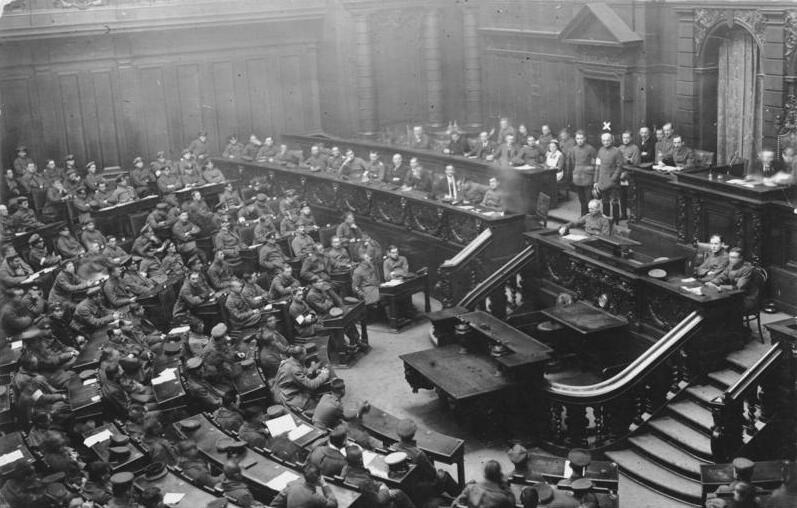
El coronel Grautoff, jefe de las fuerzas de seguridad compareciendo ante el nuevo parlamento republicano.

La dirección del SPD prefirió colaborar con la antigua administración en vez de con los nuevos consejos de trabajadores y soldados, puesto que no confiaba que estos lograran un avituallamiento ordenado de la población. Esto llevó a constantes conflictos con el comité ejecutivo desde mediados de noviembre. Este cambiaba su posición en carrera a menudo según los intereses de quién representaba de momento. Por esto, Ebert le fue quitando cada vez más competencias con el objetivo de acabar definitivamente con el “gobierno de ir y venir de los consejos en Alemania”. De cualquier manera, él y la dirección del SPD sobrestimaban en mucho no solamente el poder del movimiento de consejos (Rätebewegung), sino también el de la Liga Espartaquista. Esta era considerada erróneamente como la que controlaba este movimiento en todo el Reich.
Aun así, los consejos de obreros y soldados disolvieron la administración municipal en Leipzig, Hamburgo, Bremen, Chemnitz y Gotha, entre otras poblaciones, y las pusieron bajo su control. En Brunswick, Düsseldorf, Mülheim an der Ruhr y Zwickau también se apresó a todos los funcionarios leales al Emperador. En Hamburgo y Bremen se formaron "Guardias Rojas", que debían proteger la revolución. En las industrias de Leuna cerca de Merseburg, los consejos destituyeron a la dirección de la corporación. Pero a menudo los nuevos consejos eran dirigidos espontánea y arbitrariamente y no contaban con experiencia directiva. En la escasez general, muchos actuaban con avaricia y egoísmo. En cambio, una gran mayoría de los consejos eran moderados; se habían puesto de acuerdo inmediatamente con la vieja administración y conjuntamente se ocuparon de restaurar la tranquilidad en las ciudades e industrias. Se hicieron cargo del reparto de alimentos, el poder policial y el cuidado y atención de los soldados del frente que regresaban al hogar poco a poco.
La administración y los consejos eran mutuamente dependientes: los unos tenían el conocimiento y la experiencia, los otros la influencia para ponerlos en práctica. Especialmente se había elegido a miembros del SPD en los consejos, que se consideraban ahora solamente como solución transitoria. Con todo, no se traía a discusión la república de consejos en la Alemania de 1918-1919. Se quería apoyar al gobierno que llegó al poder con la revolución y se esperaba que este eliminara el militarismo y el Estado autoritario. El cansancio de la guerra y las privaciones hicieron mayor el autoengaño respecto a lo que se había conseguido.

### Congreso de los consejos del Reich
Como había decidido el Comité Ejecutivo, los Consejos de Obreros y Soldados de todo el Imperio enviaron diputados a Berlín, quienes debían reunirse el 16 de diciembre en el Circo Busch en el “Primer Congreso General de Consejos de Obreros y Soldados”. Para evitar esto, Ebert y Groener planearon recuperar el control de la capital el 15 de diciembre con ayuda de las tropas enviadas del frente. Uno de los regimientos empleados para este fin actuó demasiado temprano el 6 de diciembre. En el intento de apresar al Comité Ejecutivo, la tropa disparó a una manifestación sin armas de “Guardias Rojos”, los Consejos de Soldados más afines a los espartaquistas, y mataron a dieciséis personas.

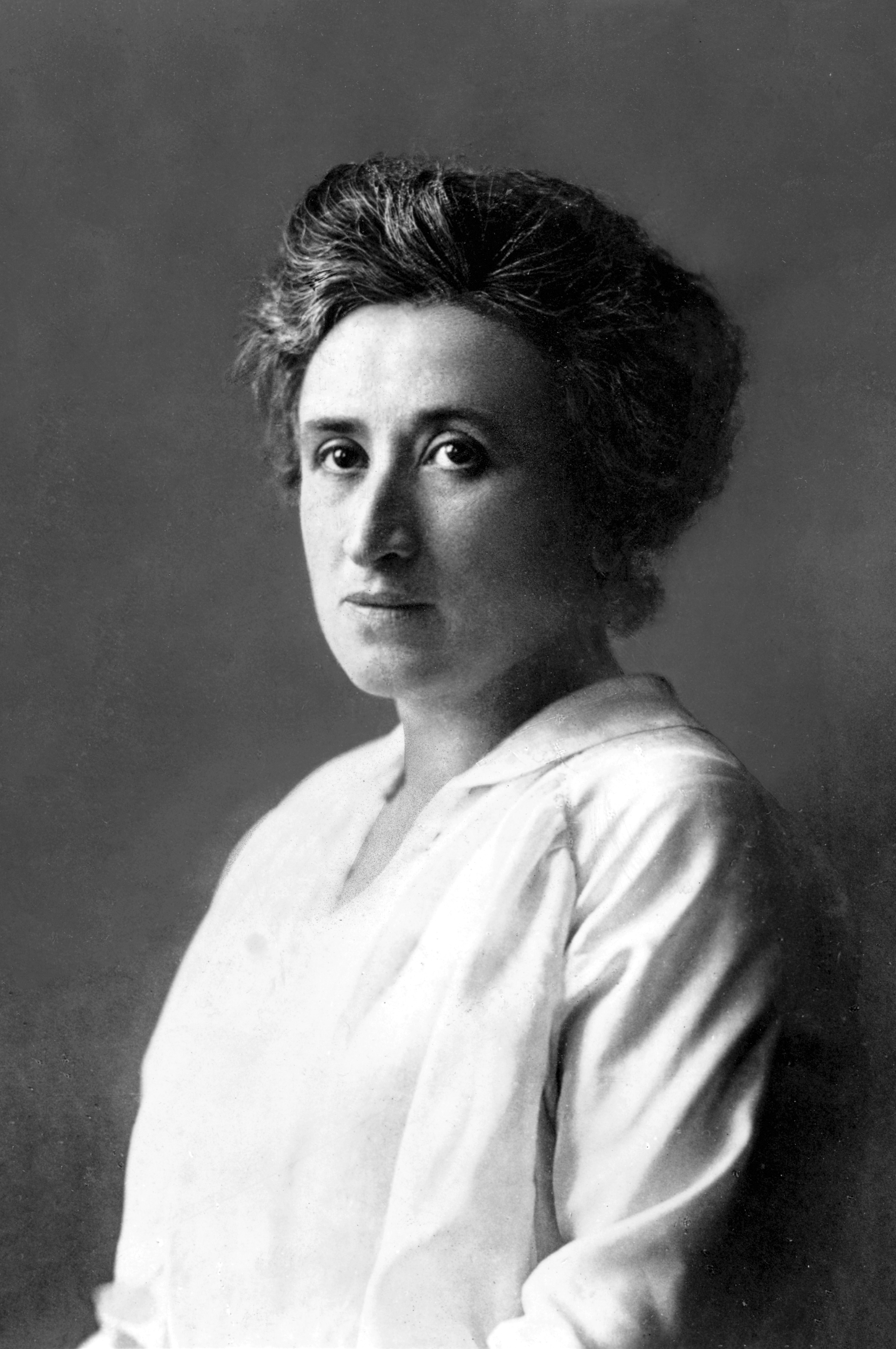
Rosa Luxemburgo, fue asesinada —con Karl Liebknecht— tras el fracaso del levantamiento espartaquista en Berlín.

Ya aquí se hizo visible la violencia potencial y el peligro de golpe de Estado de la derecha. Por esta experiencia, Rosa Luxemburgo exigió el 12 de diciembre en Banderas Rojas, el periódico espartaquista, el desarme pacífico por los obreros de Berlín de las unidades militares que retornaban del frente, la subordinación de los Consejos de Soldados al Parlamento Revolucionario y la re-educación de los soldados.
El 10 de diciembre Ebert recibió a diez de las divisiones que regresaban del frente, con la esperanza de poder emplearlas en contra de los consejos. Sin embargo, se hizo claro que tampoco estas tropas tenían voluntad de seguir luchando. La guerra había terminado, la Navidad estaba a la vuelta de la esquina y la mayor parte de los soldados solamente querían regresar a sus casas. Así que poco después de su repliegue a Berlín se dispersaron. El planeado golpe contra el Congreso de consejos del Imperio no tuvo lugar.
Tampoco hubiera hecho falta, porque el congreso que comenzó a reunirse el 16 de diciembre en la Casa de Representantes de Prusia, estaba también compuesto mayoritariamente de partidarios del SPD. Karl Liebknecht no logró una resolución ni siquiera en una ocasión. No se permitió ejercer ninguna influencia a su Liga Espartaquista. El 19 de diciembre, los consejos votaron por 344 votos contra 98 en contra de la creación de un sistema de consejos como base de una nueva constitución. Más aún, apoyaron la resolución del gobierno de convocar lo más pronto posible a elecciones para una Asamblea Constituyente que decidiría sobre la forma definitiva del Estado. El único punto en disputa entre Ebert y el congreso estaba en la cuestión del control del ejército.
El congreso pidió entre otras cosas participación del consejo central, que este elegía, en el Mando de las fuerzas, libre elección de oficiales y autoridad disciplinaria para los consejos de soldados. Pero esto iba en contra del acuerdo secreto entre Ebert y Groener. Ambos arriesgaron todo para revertir la decisión. El Mando Supremo militar, que entretanto se había trasladado a Kassel, comenzó el despliegue de sus leales Freikorps, que planeaban usar contra la supuesta amenaza bolchevique. Estas tropas, a diferencia de los soldados revolucionarios de noviembre, eran oficiales y hombres afines a la monarquía que no deseaban el retorno a la vida civil.

### La crisis de Navidad
Después del 9 de noviembre, el gobierno había ordenado para su protección que la recién formada División de Marina del Pueblo (Volksmarinedivision) viniera de Kiel a Berlín y se estacionara en el palacio real. Esta división era considerada absolutamente leal y rehusó por esto tomar parte en el intento de Putsch del 6 de diciembre. Los marinos depusieron incluso a su comandante, porque lo creyeron involucrado en el asunto. Pero precisamente esta lealtad trajo a la tropa la reputación de estar a las órdenes de los espartaquistas. Ebert solicitó su disolución y su retirada del palacio, y Otto Wels, comandante de la ciudad de Berlín desde el 9 de noviembre, rehusó desembolsar a los marinos un pago pendiente.

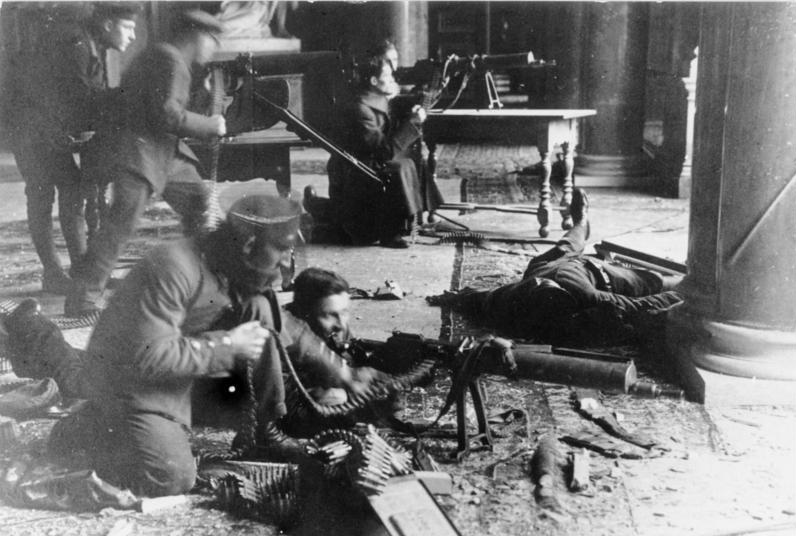
Soldados amotinados en Berlín durante la crisis de Navidad de 1918.

El problema creció el 23 de diciembre. Después de que se les hubiera hecho esperar todo el día, los marinos tomaron la cancillería del Reich, cortaron las líneas de teléfono, pusieron al Consejo de los Representantes del Pueblo bajo arresto y apresaron a Otto Wels. Pero a diferencia de lo que se hubiera esperado de revolucionarios espartaquistas, no utilizaron la situación para terminar con el gobierno de Ebert, sino que entonces solo exigieron su salario. Pero Ebert, quien se mantenía en contacto por una línea telefónica secreta con el Mando Supremo en Kassel, y aun cuando Wels había sido puesto en libertad mientras tanto, el 24 de diciembre por la mañana dio la orden de atacar el palacio con tropas leales al gobierno. Los marinos resistieron exitosamente este ataque al mando de su comandante Heinrich Dorrenbach. En el enfrentamiento perdieron la vida treinta soldados y civiles. Las tropas del gobierno debieron evacuar el centro de la ciudad. Estas tropas fueron disueltas entonces o se integraron a los recién creados Freikorps. Para conservar las apariencias, tomaron temporalmente la redacción del periódico Banderas Rojas. Pero el poder militar en Berlín estaba nuevamente en manos de la Volksmarinedivision, y ésta nuevamente no lo aprovechó.
Esto muestra, por una parte, que los marineros no eran espartaquistas y que, por otra parte, nadie dirigía la revolución. Aun cuando Liebknecht hubiera sido un líder revolucionario como Lenin, como la leyenda hizo de él posteriormente, los marinos y el consejo no lo habrían aceptado como tal. La crisis de Navidad, que los espartaquistas denominaron la “Navidad sangrienta de Ebert”, tuvo como única consecuencia que los cabecillas revolucionarios (Revolutionäre Obleute) convocaran a una manifestación el primer día de Navidad y que el USPD abandonara el gobierno en protesta el 29 de diciembre. Esto le convenía al presidente del SPD, que incorporó a los independientes (USPD) solamente bajo la presión de los acontecimientos revolucionarios. En pocos días, la derrota militar del gobierno de Ebert se convirtió en una victoria política.

### La fundación del KPD y el Levantamiento de enero

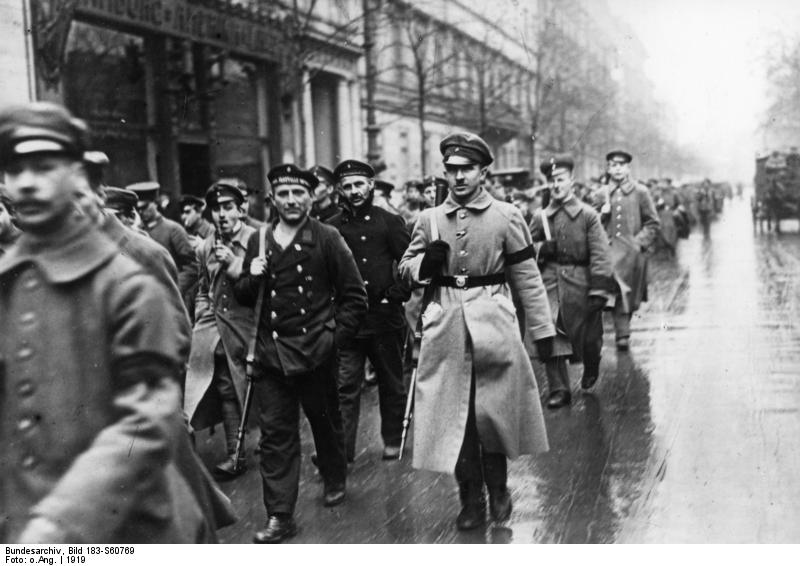
Fuerzas contrarrevolucionarias entrando en Berlín bajo las órdenes del coronel Wilhelm Reinhard en enero de 1919.

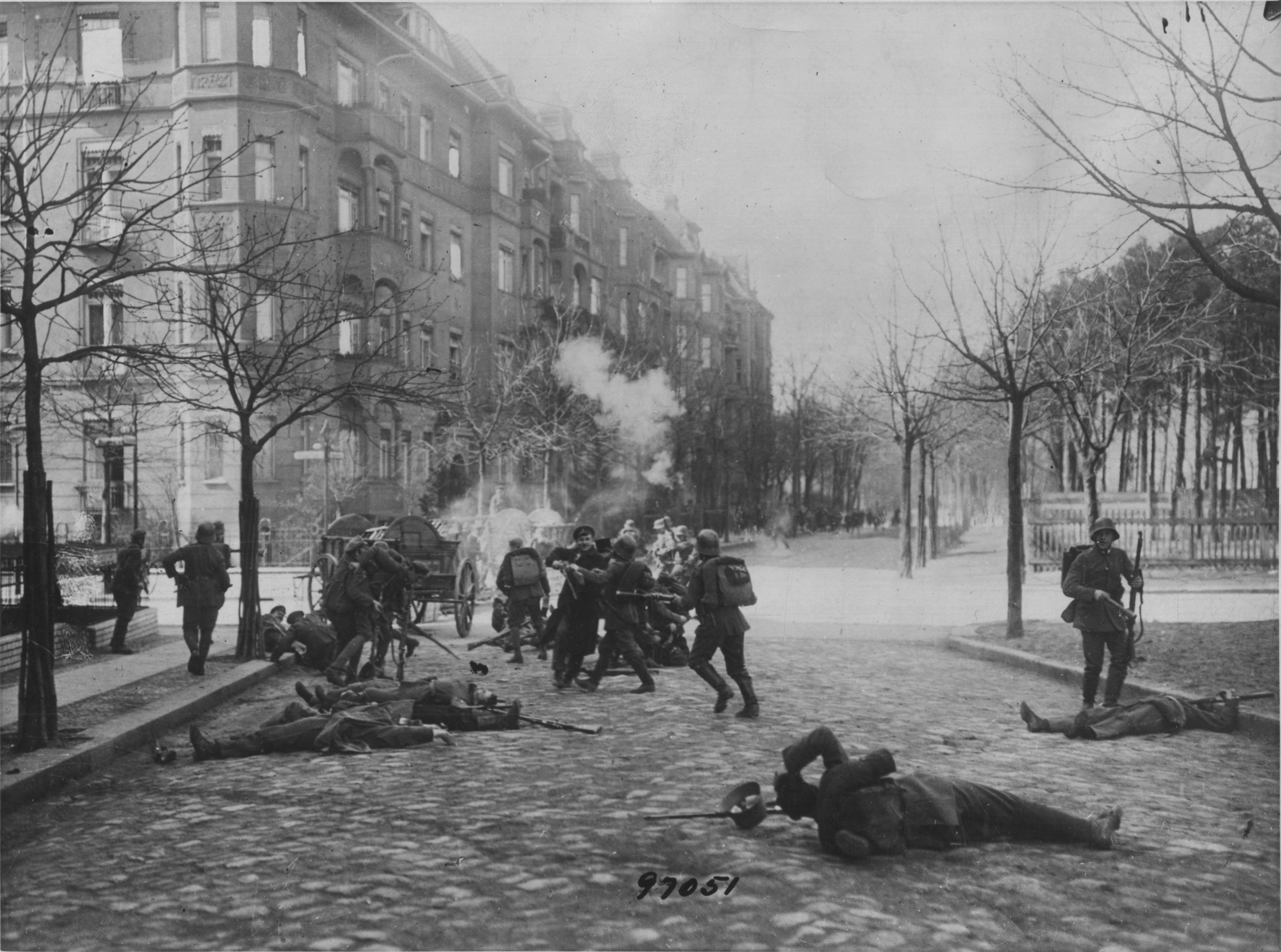
Combates callejeros entre tropas gubernamentales y revolucionarios.

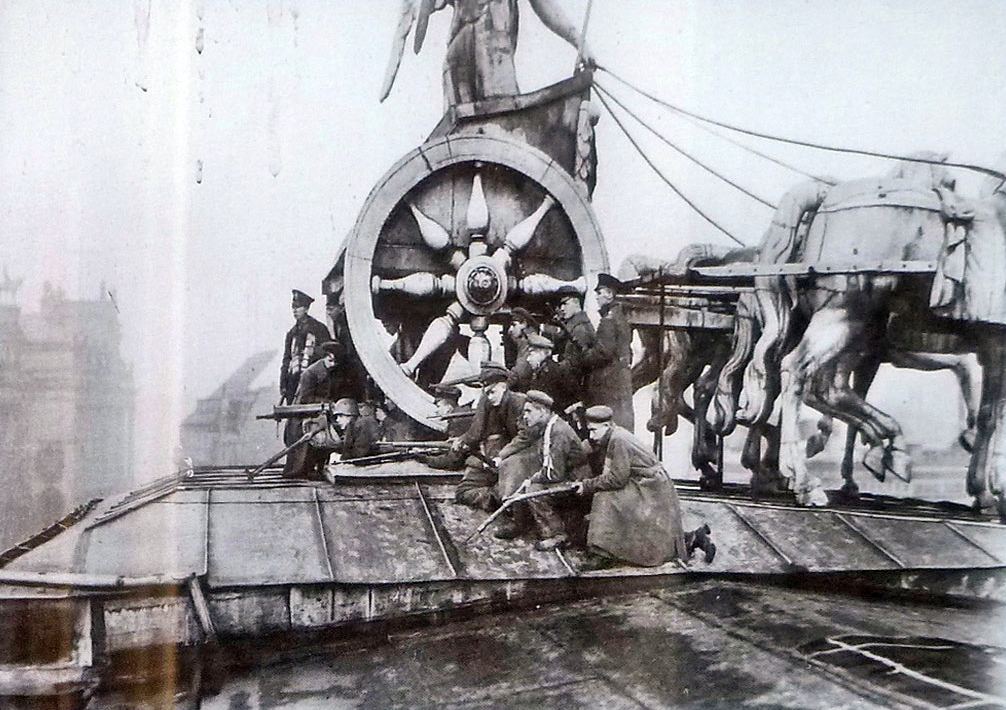
Militares sobre la Puerta de Brandeburgo durante el levantamiento.

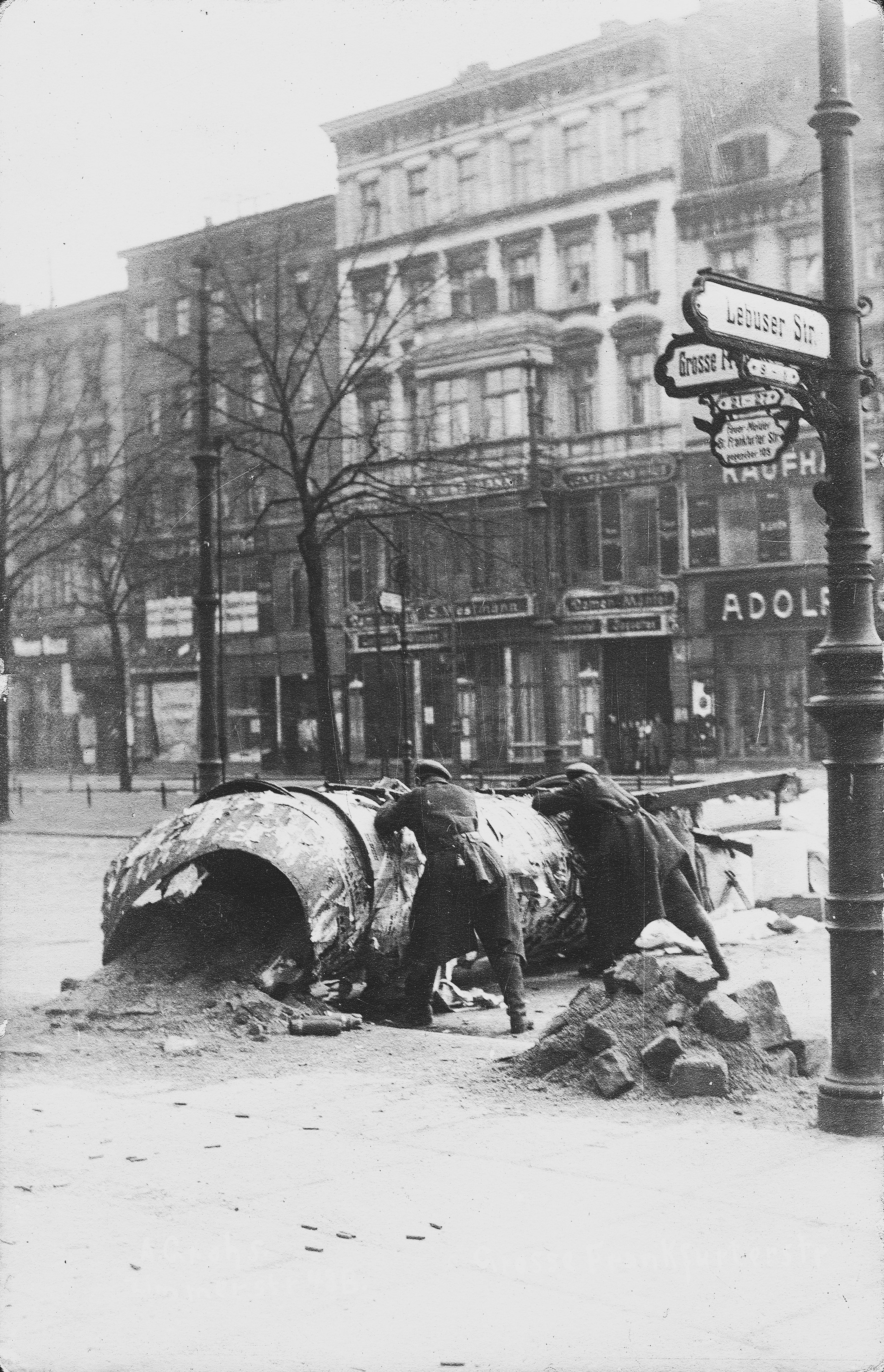
Barricada con soldados revolucionarios en Berlín en enero de 1919.

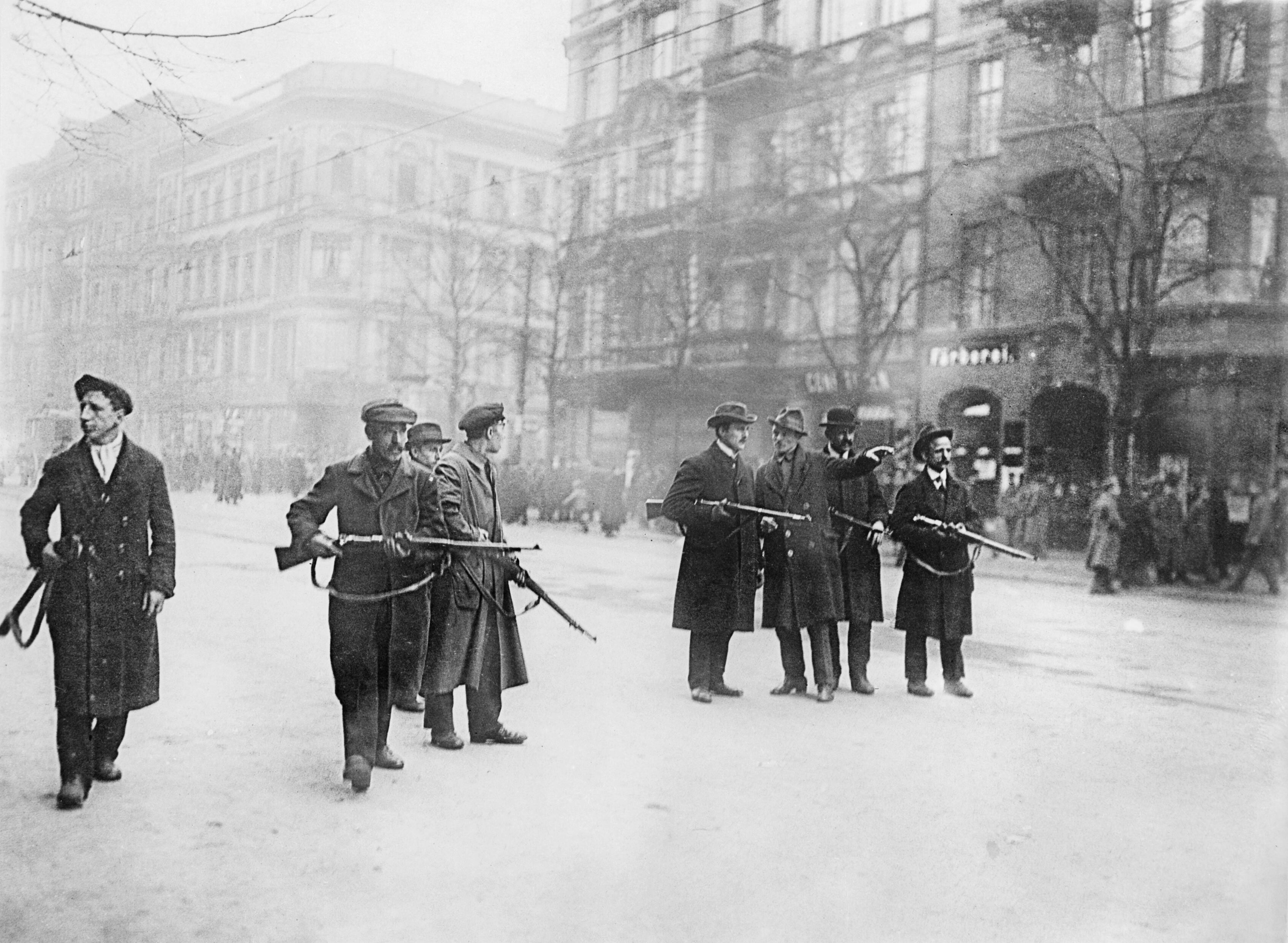
Alzados espartaquistas en una calle berlinesa.

Con la experiencia con el SPD y el USPD, los espartaquistas empezaron a hacerse a la idea de la necesidad de fundar un nuevo partido. Por esto y para abrazar la insatisfacción de muchos obreros con el curso de la revolución hasta entonces, junto con grupos como los Comunistas Internacionales de Alemania (IKD), fundaron el KPD (Partido Comunista de Alemania). En realidad, la iniciativa para formar el KPD partía del IKD, aunque la mayoría de los delegados en el congreso de fundación no pertenecía ni a ellos ni a los espartaquistas. Representaban a grupos locales formados espontáneamente durante y después de la guerra. La mayor parte eran obreros jóvenes que entraban en la política revolucionaria sin una experiencia previa.
Rosa Luxemburgo redactó su programa de fundación y lo presentó el 31 de diciembre de 1918. Este programa fue aceptado por la mayoría y la dirección del partido se forma casi en exclusividad por espartaquistas. En él decía firmemente que una toma del poder de los comunistas nunca podría suceder sin una clara voluntad de la mayoría del pueblo. Sin embargo, la mayoría del congreso se opuso violentamente en cuestiones tácticas inmediatas, como la participación en la Asamblea Constituyente y en el "parlamentarismo revolucionario".
El 1 de enero de 1919 exigió nuevamente la participación del KPD en las elecciones federales planeadas, pero su moción fracasó en una votación. La mayoría del partido era antiparlamentaria y tenía aún la esperanza de poder tomar el poder mediante la continua agitación en las industrias y la presión de las calles. Los cabecillas revolucionarios decidieron permanecer en el USPD tras negociaciones con los espartaquistas.
La derrota decisiva de los revolucionarios de noviembre ocurrió en los primeros días de 1919. Como en noviembre, se formó casi espontáneamente una segunda ola de la revolución, que esta vez fue sofocada violentamente. La chispa que inició esta nueva ola fue la destitución el 4 de enero del miembro del USPD Emil Eichhorn del cargo de presidente de la policía por parte del gobierno, porque él se había opuesto a actuar contra obreros manifestantes durante la Crisis de Navidad.
Lo que se había planeado como una manifestación se convirtió en una movilización masiva, con la que ni los mismos organizadores habían contado. Al igual que el 9 de noviembre de 1918, el domingo 5 de enero de 1919 cientos de miles de personas se dirigieron al centro de Berlín, muchas de ellas armadas. Por la tarde se habían tomado las estaciones de trenes de Berlín y el barrio de la prensa, así como el periódico Vorwärts. Algunos de los periódicos implicados habían pedido en los días previos no solamente el despliegue de más Freikorps, sino que también habían llamado a matar a los espartaquistas.
Los manifestantes eran en general los mismos que dos meses antes. Exigían ahora lo que ya entonces habían esperado. En esto, los espartaquistas no estaban de ninguna manera como líderes: las exigencias venían de los obreros mismos y eran apoyadas por diversos grupos a la izquierda del SPD. También el ahora llamado “levantamiento espartaquista” surgió solo en parte de los miembros del KPD. Estos eran incluso la minoría.
Los iniciadores reunidos en la Jefatura de la Policía eligieron un “Comité Revolucionario Provisional” (Provisorischen Revolutionsausschuss) de 53 miembros, pero que con su poder no consiguió iniciar nada ni supo dar al levantamiento una dirección clara. Liebknecht exigió el derrocamiento del gobierno y la mayoría del comité se le adhirió, propagando la lucha armada. Rosa Luxemburgo consideraba, como la mayoría de la dirección del KPD, que un levantamiento en ese momento era una catástrofe y se expresó claramente en contra.
El Comité Revolucionario convocó a nuevas manifestaciones masivas para el 6 de enero. Aún más hombres se hicieron eco del llamamiento. Nuevamente llevaron consigo pancartas con la frase “¡Hermanos, no disparen!” y permanecieron a la espera en una concentración. Parte de los cabecillas revolucionarios comenzaron a armarse y a llamar al derrocamiento del gobierno de Ebert. Pero los intentos de los activistas del KPD de volcar las tropas a su favor continuaron sin tener éxito. Aún más, la División de Marina del Pueblo no estaba dispuesta a apoyar a los insurrectos. Se declaró neutral. Los demás regimientos estacionados en Berlín se manifestaron en su mayoría a favor del gobierno.
Mientras más tropas retornaban a Berlín a petición de Ebert, él aceptó la propuesta del USPD de mediar entre él y el Comité Revolucionario. El Comité rompió las negociaciones el 8 de enero después de que se tuviera noticia de los movimientos de tropas y la publicación de un boletín del SPD con el título La hora de la verdad se acerca (Die Stunde der Abrechnung naht). Ebert aprovechó la ocasión para utilizar las tropas estacionadas en Berlín contra los ocupantes. Desde el 9 de enero las tropas sofocaron violentamente el improvisado intento de levantamiento. El 12 de enero regresaron a la ciudad los antirrepublicanos Freikorps, que habían estado destacados desde principios de diciembre. El comandante de estas tropas, Gustav Noske, había aceptado el mando con las palabras:

Por mi parte, alguien debe convertirse en el sabueso. Yo no rehúyo la responsabilidad.

Después de que los Freikorps evacuaran brutalmente varios edificios y hubieran fusilado según la ley marcial a los ocupantes, los demás se rindieron rápidamente. Parte de ellos fueron también fusilados del mismo modo. En estas acciones perdieron la vida cientos de personas solamente en Berlín.

### El asesinato de Karl Liebknecht y Rosa Luxemburgo

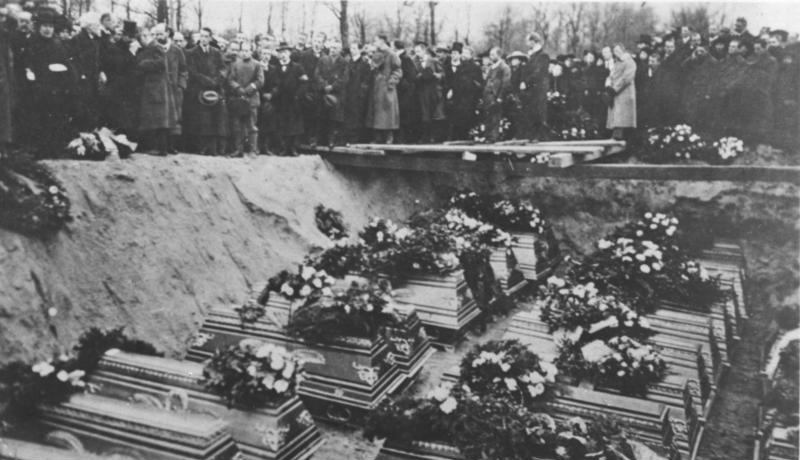
Entierro de 32 féretros con víctimas del alzamiento en Berlín el 25 de enero de 1919. En el centro se encuentran los dos ataúdes de Karl Liebknecht y Rosa Luxemburgo, este último vacío al no haber sido hallado su cadáver.

Los supuestos instigadores del levantamiento de enero tuvieron que esconderse, pero rehusaron salir de Berlín, a pesar de urgentes pedidos de sus camaradas. La noche del 15 de enero de 1919, Rosa Luxemburgo y Karl Liebknecht fueron descubiertos en una vivienda en Wilmersdorf. Fueron apresados y entregados al más grande de los Freikorps, la fuertemente armada "División de tiradores de Guardia-Caballería". Su líder, el capitán Waldemar Pabst, permitió que los interrogaran y maltrataran gravemente. Esa misma noche, ambos prisioneros fueron golpeados a culatazos hasta que perdieron el conocimiento y luego asesinados disparándoles cuando dormían. El cadáver de Rosa Luxemburgo fue tirado al Landwehrkanal de Berlín, donde se le encontró el 1 de junio. Los autores permanecieron en gran parte sin condena. Algunos fueron posteriormente indemnizados por el apresamiento y persecución por los nacional-socialistas. La caballería de guardia se unió posteriormente al SA. Pabst declaró en los años 1960 que antes del asesinato había conversado por teléfono con Noske en la cancillería del Reich, y que este había dado su consentimiento. Ebert también habría estado allí presente. Notas de un diario encontrado en 1970 en la herencia de Pabst confirman esto. Independientemente de las declaraciones de los asesinos, nunca se pudo demostrar un consentimiento de Ebert y Noske, más aún cuando ni el Parlamento ni la Justicia comenzaron una investigación.
Con los asesinatos del 15 de enero se sembró la irreconciliable rivalidad entre el SPD y el KPD. Esta tuvo, entre otras, la fatal consecuencia de que ambos partidos nunca pudieron acordar negociar conjuntamente contra el NSDAP, que se hizo más fuerte desde 1930.

### Otros levantamientos a consecuencia de la revolución
También en otras zonas de Alemania, por ejemplo en la cuenca del Ruhr y en Sajonia, hubo levantamientos armados en los primeros meses de 1919. En algunas regiones se declararon temporalmente Repúblicas de Consejos (Räterepubliken). La que más tiempo se mantuvo fue la República de Consejos de Múnich (también llamada República Soviética de Baviera), que fue terminada violentamente recién el 2 de mayo de 1919 por tropas prusianas y de Würtemberg y por los Freikorps.
La alianza entre el gobierno de Ebert y el Mando del Ejército y sus brutales acciones durante distintos levantamientos había enajenado, sin embargo, a muchos demócratas de izquierda del SPD: muchos de ellos consideraban la actitud de Ebert, Noske y otros líderes del SPD durante la revolución como una traición a sus propios partidarios.

### Congreso nacional y la nueva constitución del Reich

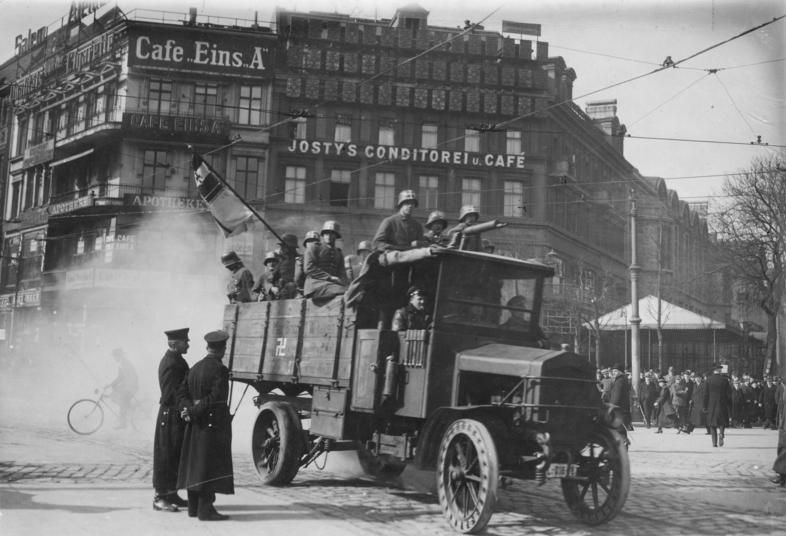
En la imagen, recorriendo Berlín, puede verse a tropas favorables al gobierno Kapp que utilizan la cruz de hierro en sus cascos, la antigua bandera imperial y una esvástica en el camión.

El golpe de Estado de Kapp (en alemán, Kapp-Putsch) fue un intento de golpe de Estado por parte de la derecha contra el gobierno socialdemócrata en marzo de 1920. La fuerza del Partido Comunista y la resistencia sindical lo hicieron fracasar.
El 19 de enero de 1919 tuvieron lugar las elecciones para un Congreso Nacional Constituyente. Junto al SPD y el USPD se presentaron el partido católico Centrista y varios partidos liberales, que se habían formado desde noviembre: el liberal de izquierda Partido Democrático de Alemania (DDP), el nacionalista liberal Partido Popular Alemán (DVP) y el conservador nacionalista Partido Popular Nacional Alemán (DNVP). El KPD no participó en las elecciones, en contra de la sugerencia de Rosa Luxemburgo.
El SPD fue el partido más votado con el 37.4 % de los votos y designó 164 de 423 diputados. El USPD consiguió solo 7.6 % de los votos y 22 diputados. El USPD se hizo más importante temporalmente después del golpe de Kapp, pero se disolvió en 1922. El Partido Centrista (Zentrumspartei) fue el segundo partido más votado en el congreso nacional, con 91 diputados. El DDP logró 75, el DVP 19 y el DNVP 44 escaños. El SPD formó una coalición de gobierno con el partido del Centro y el DDP.
Para evitar posteriores disturbios revolucionarios en Berlín, el Congreso se reunió el 6 de febrero en Weimar. Allí eligieron, el 11 de febrero, a Friedrich Ebert como presidente interino del Reich, y el 13 de febrero eligieron a Philipp Scheidemann como primer ministro (Ministerpräsident) de la recién formada coalición. El 21 de agosto Ebert fue finalmente investido constitucionalmente como presidente del Reich.

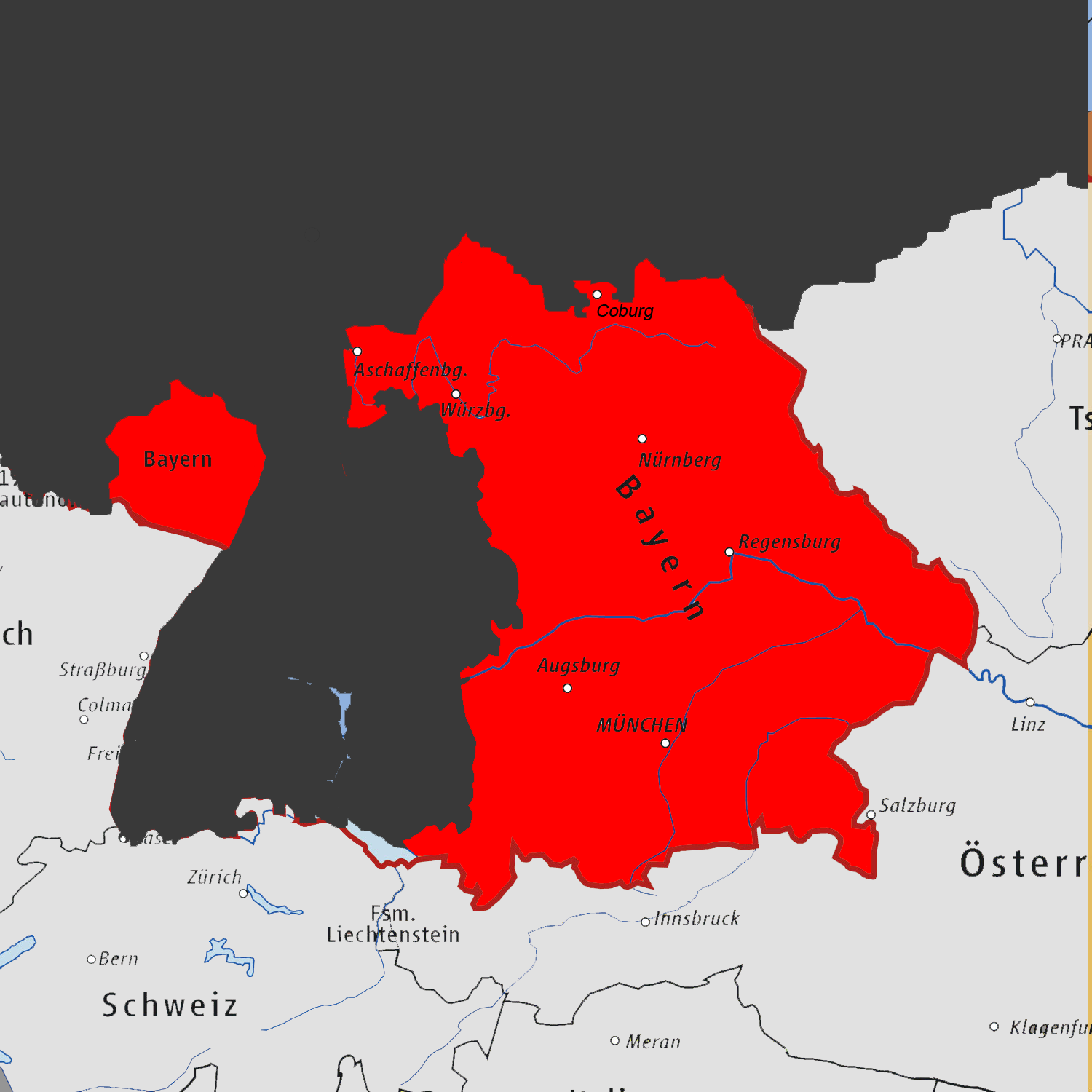
Territorios de la efímera República Soviética de Baviera.

La nueva constitución de Weimar, que convertía al Reich alemán en una república democrática, fue aprobada el 11 de agosto de 1919 con votos del SPD, Zentrum y DDP. Estaba en la tradición liberal y democrática del siglo XIX y tomaba textualmente, como la actual constitución alemana (Grundgesetz), muchos pasajes de la constitución de la Paulskirche del año 1849. Sin embargo, debido a la distribución de mayorías en el congreso nacional, las exigencias centrales de los revolucionarios de noviembre quedaron insatisfechas: la socialización de la industria del hierro y del carbón y la democratización de los cuerpos de oficiales (Offizierkorps), que incluso el consejo de soldados y obreros de Kiel había exigido y que el Congreso de Consejos del Reich había iniciado. Tampoco se incluyó la expropiación de los grandes bancos, la industria pesada y los latifundios de los nobles. Los cargos y las pensiones de los funcionarios imperiales y soldados fueron explícitamente protegidos.
Por una parte, la Constitución de Weimar contenía más posibilidades de democracia directa que la Grundgesetz, por ejemplo la petición de referéndum (Volksbegehren) y el referéndum (Volksentscheid). Por otra parte, el artículo 48 de poderes de emergencia daba al presidente del Reich amplios poderes para gobernar, aun contra la mayoría en el Reichstag y, en caso de necesidad, el uso del ejército en el interior. Este artículo resultó ser un medio decisivo para destruir la democracia en 1932-1933.

## Clasificación histórica
La Revolución de Noviembre es uno de los acontecimientos más importantes de la historia alemana reciente, aunque esté poco arraigada en la memoria histórica de los alemanes. El fracaso de la República de Weimar concebida de ella y la subsiguiente época del nacionalsocialismo han desviado la vista de los acontecimientos de finales de 1918 e inicios de 1919 por mucho tiempo. Su interpretación se determina hoy más por leyendas que por hechos.
Tanto la ultraderecha como la izquierda extrema alimentan ideas opuestas, con la idea de que lo que hubo entonces fue una insurrección comunista con el fin de transformar a Alemania en una república de consejos de estilo soviético. También los partidos democráticos de centro, especialmente el SPD, tuvieron por mucho tiempo poco interés en juzgar detenidamente los acontecimientos que convirtieron a Alemania en una república. Porque una observación detenida muestra una revolución realizada por socialdemócratas que fue detenida por los líderes del SPD, lo que se califica como la «revolución traicionada» (verratene Revolution). El hecho de que la república de Weimar resultara ser una democracia débil y que durara solo 14 años hasta su final también tiene que ver con estos y otros "defectos de nacimiento" de la Revolución de Noviembre.
Un hecho de gran importancia es que el gobierno imperial y el Mando Supremo del Ejército se deslindaran de la responsabilidad muy pronto y endilgaran la derrota en la Primera Guerra Mundial a los partidos mayoritarios del Reichstag. Cuánto cálculo hizo falta para que sucediera esto se puede apreciar en una cita de la autobiografía de Groener, seguidor de Ludendorff:

A mí me convenía que en estas lamentables negociaciones, de las que no se puede esperar nada bueno, el ejército y el mando general permanecieran lo más tranquilos posible.

De tal modo se creó la "Leyenda de la puñalada" (Dolchstosslegende), según la cual los revolucionarios atacaron por la espalda a un ejército no vencido en el campo de batalla y solo así tornaron una victoria casi segura en una derrota. Erich Ludendorff desempeñó un rol importante en divulgar esta falsificación de la historia, queriendo con ello ocultar su propio fracaso. Los círculos nacionalistas y populistas fueron un terreno fértil para esta leyenda. Los revolucionarios, e inclusive políticos como Ebert, quien no quiso que la revolución ocurriese en absoluto e hizo lo posible por canalizarla y detenerla, fueron rápidamente difamados en estos círculos como "criminales de noviembre" (Novemberverbrecher). Ni siquiera los asesinatos políticos, por ejemplo el de Matthias Erzberger, atemorizaban a la derecha radical, y es conocido que Hitler y Ludendorff realizaron su intento de golpe de Estado de 1923 también un 9 de noviembre.
La república tuvo desde su nacimiento el estigma de la responsabilidad de la derrota en la guerra. Gran parte de la ciudadanía, las viejas élites del ejército, la justicia y la administración nunca aceptaron la nueva forma del Estado, sino que veían en la república democrática una estructura que debía suprimirse a la primera oportunidad. Por el contrario, en la izquierda, el comportamiento de la dirección del SPD durante la revolución llevó a muchos de sus antiguos partidarios hacia los comunistas. La frenada Revolución de Noviembre condujo a que la república de Weimar permaneciera como una «democracia sin demócratas».

## La revolución según los testigos contemporáneos
Ya los contemporáneos juzgaron la Revolución de Noviembre de la manera más diversa, cada quien según su inclinación política. Esto lo dejan claro tres declaraciones de testigos que aparecieron el mismo 10 de noviembre, poco después, así como una observación retrospectiva diez años después.
Sin entusiasmo y con algo de alivio, el teólogo evangélico y filósofo Ernst Troeltsch escribió cómo el grueso de los berlineses se fueron dando cuenta de lo que sucedía el 10 de noviembre:

El domingo por la mañana, después de una noche de ansiedad, la imagen se aclaró con los periódicos de la mañana: el Káiser en Holanda, la revolución triunfante en la mayoría de los centros, los príncipes de los Bünde abdicando. ¡Nadie murió por el Káiser y el Reich! ¡La futura obligación asegurada y ningún asalto a los bancos!... Las vías de tranvía y las del metro continuaban como si nada, indicando que los medios esenciales estaban en orden. En todas las caras estaba escrito: Los salarios se van a pagar nuevamente.

Un artículo del publicista liberal Theodor Wolf, que apareció el mismo 10 de noviembre en el Berliner Tageblatt, daba por el contrario ilusiones optimistas sobre el éxito de la revolución, como lo hubiera querido la dirección del SPD:

La más grande de todas las revoluciones ha derrocado al régimen imperial, con todo lo que incluía, como un viento tormentoso repentino.
Se la puede llamar la más grande de todas las revoluciones, porque nunca una (…) Bastilla construida tan fuerte ha sido tomada así en un intento.

Hace solo una semana había un aparato militar y civil que (…) estaba tan arraigado, que parecía haber asegurado su duración hasta el fin de los tiempos. (…)

Ayer temprano, por lo menos en Berlín, todo ello estaba en su sitio.

Por la tarde no existía nada más.

La extrema derecha, por el contrario, interpretó los acontecimientos de manera totalmente opuesta. Por ignorancia o en un completamente equivocado juicio de la actuación de Ludendorff, el periodista Paul Baecker escribió en el periódico conservador Deutsche Tageszeitung el 10 de noviembre un artículo que ya contenía elementos esenciales de la leyenda de la puñalada:

¡La obra que nuestros padres obtuvieron al precio de su sangre, borrada a traición desde las filas de su propio pueblo! ¡Alemania, que aún ayer estaba invicta, abandonada a sus enemigos por hombres que llevan nombre alemán, por alta traición desde las propias filas que han caído en culpa y deshonra!
Los socialistas alemanes sabían que la paz se estaba consiguiendo y que solo hacía falta mostrar al enemigo un frente cerrado y fijo por unas semanas, tal vez solo días, para arrancarles condiciones tolerables. En vez de esto han izado la bandera blanca. Esta es una culpa que nunca se puede perdonar y nunca se olvidará. Es una traición no solo a la monarquía y a las fuerzas armadas, sino al mismo pueblo alemán, que tendrá que cargar con sus consecuencias de la derrota y de la miseria por siglos.

En un artículo por el décimo aniversario de la Revolución, el publicista de izquierda Kurt Tucholsky observó que ni Wolf ni Baecker tuvieron razón. Pero también acusó a Ebert y a Noske de traición, ya no a la monarquía, sino a la Revolución. Aun cuando él quiso ver en ella solo un «derrocamiento» (Umsturz), Tucholsky analizó el curso real de los acontecimientos más claramente que la mayoría de sus contemporáneos. En 1928 escribió en Novemberumsturz:

La revolución alemana del año 1918 tuvo lugar en salones.

Aquello que ocurrió entonces no fue ninguna revolución: no hubo una preparación intelectual, no hubo líderes en la oscuridad dispuestos para el ataque; no existieron objetivos revolucionarios. La madre de esta revolución fue el ansia de los soldados de ir a casa para Navidad. Y cansancio, hastío y cansancio.

Las posibilidades que aun así se dieron en las calles fueron traicionadas por Ebert y los suyos. Fritz Ebert, a quien no por llamarlo Friedrich se le eleva a una personalidad, estuvo en contra del establecimiento de una república no dándose cuenta de que allí estaba disponible un cargo de Presidente; el compañero Scheidemann y tutti quanti fueron consejos de gobierno paralizados.

En cuanto apuntamos a esta traición a la propia clase, se nos asegura ininterrumpidamente que Ebert no se ha llevado la cubertería de plata. Siendo tan incapaz, uno al menos debe ser honesto, ¡hasta ahí podríamos llegar!

Tampoco es correcto que entonces no hubiera nada que hacer. El SPD no quiso, porque ya no tenía ganas, ni fuerza de carácter, ni tradición. A quien tuvo que conceder créditos de guerra a lo largo de cuatro años, desde luego que ya no le podía quedar nada de eso.

Se suprimieron entonces las siguientes posibilidades:

Desmantelamiento de los Estados federados (Bundesstaaten);

reparto de las grandes propiedades de la tierra;

socialización revolucionaria de la industria;

reforma del personal de la administración y de la justicia.

Una constitución republicana que en cada frase anula la siguiente, una revolución que habla de los derechos creados de los funcionarios del antiguo régimen, se merecen que se rían de ellas.

La revolución alemana aún está pendiente.

Preparémosla contra todos aquellos partidos que tienen un interés económico o ideológico en impedirla (los más peligrosos entre éstos son aquellos que fingen) y que bajo viejas banderas venden mercancías nuevas pero podridas: anticuadas, cobardes, falaces y moralmente corruptas.

Las leyes no caen del cielo. Solamente cuando los alemanes adquieran ideas revolucionarias sobre la ley, sobre la determinación y sobre su propia importancia, viviremos un 9 de noviembre que no deje ningún Noske, ningún Ludendorff y ningún Otto Wels. ¡Abajo con los cadáveres vivientes!

¡Viva la revolución!

### General
- Döblin, Alfred (1978). November 1918 (en alemán). T. 1-T. 4. Múnich.
- Engelmann, Bernt, Wir Untertanen und Einig gegen Recht und Freiheit - Ein Deutsches Anti-Geschichtsbuch. Fráncfort 1982 y 1981, ISBN 3-596-21680-X, ISBN 3-596-21838-1
- Haffner, Sebastian (1979). Die deutsche Revolution 1918/1919 (en alemán). Múnich. ISBN 3-499-61622-X. OCLC 163322814.

— (2002). Der Verrat:[Deutschland 1918/1919] (en alemán) (5ª ed. corr. y act.). Berlín: Verlag 1900. ISBN 3-930278-00-6. OCLC 51766221.
- Gerhard Hirschfeld, Gerd Krumeich und Irina Renz (Hrsg.): 1918: Die Deutschen zwischen Weltkrieg und Revolution. Chr. Links Verlag, Berlín 2018, ISBN 978-3861539902
- Kolb, Eberhard (2002 isbn=3-486-49796-0). Die Weimarer Republik (en alemán). Múnich.
- Keil, Wilhelm (1948). Erlebnisse eines Sozialdemokraten (en alemán) 2. Stuttgart.
- Kessler, Harry Graf (1982). Tagebücher 1918 bis 1937 (en alemán). Fráncfort del Meno.
- Kluge, Ulrich (1975). Soldatenräte und Revolution: Studien zur Militärpolitik in Deutschland: 1918-19 (en alemán). Göttingen: Suhrkamp. OCLC 462862181.

— (1985). Die deutsche Revolution 1918/1919 (en alemán). Fráncfort del Meno. ISBN 3-518-11262-7. OCLC 12027410.
- Luban, Ottokar (2001). Die ratlose Rosa. Die KPD-Führung im Berliner Januaraufstand 1919. Legende und Wirklichkeit (en alemán). Hamburgo. ISBN 3-87975-960-X.
- Matthias, Erich (1969). Die Regierung der Volksbeauftragten 1918/19 (en alemán). 2 tomos (Quellenedition). Düsseldorf.
- Mommsen, Hans (1989). Die verspielte Freiheit. Der Weg der Republik von Weimar in den Untergang 1918 bis 1933 (en alemán). Berlín. ISBN 3-548-33141-6.
- Ossietzky, Carl von, Ein Lesebuch für unsere Zeit. Editorial Aufbau Berlin-Weimar, 1989.
- Peukert, Detlef J.K. (1987). Die Weimarer Republik. Krisenjahre der klassischen Moderne (en alemán). Fráncfort del Meno. ISBN 3-518-11282-1.
- Ritter, Gerhard A.; Miller, Susanne (1983). Die deutsche Revolution 1918-1919. Dokumente (en alemán) (2ª ed. sustancialmente ampl. y mejorada). Fráncfort del Meno. ISBN 3-596-24300-9.
- Rosenberg, Arthur (1961). Geschichte der Weimarer Republik (en alemán). Fráncfort del Meno: Europäische Verlagsanstalt. ISBN 3434000038. OCLC 474079139.
- Schulze, Hagen (1982). Weimar: Deutschland 1917-1933 (en alemán). Berlín: Severin und Siedler. ISBN 3886800504. OCLC 475898076.
- Tucholsky, Kurt (1995). Gesammelte Werke (en alemán). 6. 1928. Reinbek bei Hamburg: Rowohlt. ISBN 3-499-29012-X. OCLC 174027586.
- Ullrich, Volker (1997). Die nervöse Großmacht: Aufstieg und Untergang des deutschen Kaiserreichs, 1871–1918 (en alemán). Frankfurt am Main: Fischer. ISBN 3100860012. OCLC 37820351.
- Winkler, Heinrich August, Weimar 1918-1933. Múnich, 1993.
- Winkler, Heinrich August, Deutschland vor Hitler. En: Der historische Ort des Nationalsozialismus. Fischer TB 4445.

### Regional
- Günter Cordes, Das Revolutionsjahr 1918/19 in Württemberg und die Ereignisse in Ludwigsburg (Ludwigsburger Geschichtsblätter, fascículo 32), Ludwigsburg, 1980.
- Holger Frerichs, "Von der Monarchie zur Republik - Der politische Umbruch in Varel, der Friesischen Wehde und in Jade / Schweiburg 1918/19", Varel 2001, ISBN 3-934606-08-3
- Eberhard Kolb y Klaus Schönhoven, Regionale und Lokale Räteorganisationen in Württemberg 1918/19. Düsseldorf 1976 ISBN 3-7700-5084-3
- Klaus Schönhoven, Die württembergischen Soldatenräte in der Revolution von 1918/19 (Zeitschrift für Württembergische Landesgeschichte, Jg. 33, 1974), Stuttgart, 1976.